# 日産・エルグランド
エルグランド（ELGRAND）は、日産自動車が生産・販売するミニバンである。

## 概要
広い車内空間と高い操縦性能を併せ持つことから高級ミニバンの元祖と呼ばれており、初代のヒット後、トヨタ・アルファードといったライバル車種を登場させるなど、日本のミニバン市場に大きな影響を与えた。
製造は初代と2代目が日産車体湘南工場、3代目は日産車体九州が担当。日本国内での販売のほか、E51・E52型は香港やマカオやシンガポールにも輸出されている。E52型から前後意匠を刷新、また姉妹車に北米向けに全長・全幅を拡大したクエスト（RE52型）が2011年からアメリカ合衆国に輸出・販売されている。

## 初代 E50型（1997年 - 2002年）
1997年5月発売。当初はローレル販売会社（モーター店）および日産プリンス沖縄向けがキャラバンエルグランド（CARAVAN ELGRAND）、沖縄県を除くスカイライン販売会社（プリンス店）向けがホーミーエルグランド（HOMY ELGRAND）と車名が分けられており、フロントグリルに付けられた車種シンボルのエンブレムは、キャラバンエルグランドが赤、ホーミーエルグランドが青となっていた。
R50型系テラノとプラットフォームやコンポーネントを共有していることから、P.C.D.は6穴・139.7 mm（ライトトラック/SUVサイズ）となっている。
これまでの商用ワンボックスカーをベースとした国産ワゴンには無い商品性で、高額車にもかかわらず一時は月販1万5千台を超えるほどの売り上げを記録。
グレードは「X」、「V」、「J」の構成。
「X」には専用装備としてファインビジョンメーターや運転席パワーシート、電動ピュアクリーンカーテンやカーテシランプが標準装備となる他、本革・サプラーレコンビシート/オートスライドドアなどがオプション設定。
最廉価「J」にはオートクロージャードア/電動格納式ドアミラー/アームレストが装備されない。
スピーカー数も前席2つのみである。
「J」を除いた全グレードにはザナヴィ製ツインモニターTV・ナビゲーションシステムがオプション設定された。

### 年表
- 1997年（平成9年）
  - 5月19日 - 「キャラバンエルグランド」及び「ホーミーエルグランド」発売。
  - 7月 - いすゞ自動車へ「ファーゴフィリー」（→フィリー）としてOEM供給を開始。
  - 10月31日 -「フィールドベース」発売。
    - 「V」をベースに、ベッド/シンクなどの専用品を装備するキャンプユーズに優れた仕様。
(オーテックジャパン架装 8ナンバー登録)
- 1998年（平成10年）
  - 1月12日 - スポーティグレード「ハイウェイスター」「ロイヤルライン」発売。
    - ラルゴやセレナで人気を博したハイウェイスターは、「V」をベースに専用メッキグリルやエアロパーツ、本革/サプラーレ/トリコット地のシートなどを装備。
    - ロイヤルラインは、オーテックジャパン架装により後席VIPシート/チューニングサスペンション/ボディカラーなどの専用品を装備する。新車時の車両本体価格は695万円。
(オーテックジャパン架装)

  - 5月15日 - 高規格救急車「パラメディック」が、2代目へのフルモデルチェンジにより本車がベースとなった。本車のフロントとE24型キャラバンの荷室部分を組み合わせた構造。
(オーテックジャパン架装)
  - 10月5日 - 一部改良。
    - フロント回転対座シート/バックテーブル付きセカンドシート/電動ピュアクリーンカーテンなどを装備する「ラウンジパッケージ」を追加。「X」「V」「ハイウェイスター」に設定。
    - 「X」8人乗り車、特別仕様車「ライダー」(オーテック架装)新発売。

  - 11月18日 - 1997年（平成9年）4月の生産開始より約19か月で国内生産累計が10万台を突破。
- 1999年（平成11年）
  - 8月30日 - マイナーチェンジ。
    - 車名を「エルグランド」に変更し、フロントエンブレムも白に統一。
    - ディーゼルエンジンをZD30DDTi（直4DOHC・170PS・3,000cc直噴インタークーラー付ターボ）に変更し、約25%の燃費向上/静粛性/黒煙/Nox低減の向上が図られた。
    - メカニズム面では電子制御パワーステアリングを採用。据えきりや操作力、剛性感を両立。キーレスハザード点滅機能も追加される。
    - 外装はバックドアフィニッシャーを透明アクリル化、リヤコンビランプ輪郭部を黒色化、リアバンパーコーナー部の車体同色へ変更。
    - 内装はシフトノブの形状変更、シートバックポケット/サードシートスライドレバーが採用される。
    - オーテック架装の「ライダー」「ロイヤルライン」も適応される。

  - 12月24日 - 特別仕様車「スペシャルエディション」発売。
    - 「V」をベースに、本革・サプラーレコンビシート/木目・本革巻コンビステアリング/エルグランドスーパーサウンドシステム/ファインビジョンメーター/ボディサイドストライプ/CDチェンジャーを装備。「ホワイトパール3コートパール」の専用ボディカラーを設定。翌年3月31日までの期間限定。
- 2000年（平成12年）
  - 4月3日 - 特別仕様車「プライムエディション」発売。
    - 装備内容は直前まで販売されていた「スペシャルエディション」とほぼ同等、ボディカラーは2トーンカラー2色を含む4色を設定。

  - 4月6日 - 「ジャンボタクシー」発売。
    - 10人乗りで当初はガソリン車のみで販売開始されたが、ディーゼル車は遅れて同年5月25日より追加の形がとられた。
(オーテックジャパン架装)

  - 8月23日 - 2度目のマイナーチェンジ。
    - ガソリンエンジンをVQ35DEに変更。低中速トルク/動力性能を大幅に向上。
    - メカニズム面ではサスペンション取付部にクロスバーを設定し、剛性/乗り心地/操舵安定性を向上。バネレートの最適化も実施。
    - 外装はフロント周りデザインを一新。高級感やワイド感を高め「ハイウェイスター」を除く全グレードでフロント&リヤラウンドソナーを標準装備。
    - 安全面では自動車アセスメントにおける前面衝突試験において、運転席A/助手席AAAの安全評価を獲得している。
    - 「X」はフードマスコット、メッキドアミラー、アルミロードホイール（クロームカラーコート）を採用。
    - 本革・サプラーレコンビシート/木目・本革巻コンビステアリング/中折れ機構付きコンフォタブルキャプテンシートを採用する最上級グレードの「X-リミテッド」を新設。
    - 最廉価グレード「J」を廃止。

  - 10月24日 - 特別仕様車「Kid'sバージョン」発売。
    - 「V」をベースに、セカンドキャプテンシート/専用シート生地（カブロン/パートナーコンビ）/トラッシュボックス/ラゲッジトレイ/ラゲッジネット/電源コンセント（100V-100W）等を装備。
(オーテックジャパン架装)

  - 12月25日 - 特別仕様車「リミテッドエディション」発売。
    - 「V」をベースに、エアロパーツ/プライバシーガラス/本革巻ステアリング/専用シート地などを採用し、キセノンヘッドランプを標準装備。翌年3月末までの期間限定販売。
- 2001年（平成13年）
  - 5月8日 - 特別仕様車「S-エディション」「コールマンバージョン」同時発売。
    - 「S-エディション」は、「V」をベースに、エアロパーツ/プライバシーガラス（セカンド・サード・バックドア）/CD・MD一体AM/FMチューナーラジオ/本革巻4本スポーツステアリング/専用シート地を採用。
    - 「コールマンバージョン」は、 アウトドア用品メーカーのコールマン社との協力により開発。「V ラウンジパッケージ」をベースに、専用シート・ドアトリム地/電源コンセント（100 V・100 W）/ラゲッジスポットランプ（光軸調整式）/リモートコントロールエントリーシステム（バックドア連動/作動確認機能付）/サードシートバックネット/寒冷地仕様（ヒーター付ドアミラー/ワイパーデアイサー/大型バッテリー）などを装備。同年8月末までの期間限定販売。
    - 同時に「ハイウェイスター」にはキャプテンシートを採用した7人乗り仕様を新設。

  - 8月29日 - 国内登録累計20万台記念特別仕様車「メモリアルセレクション」及び、期間限定車「バージョン-S」発売。
    - 「メモリアルセレクション」は、「V」をベースにCD・MD一体AM/FM電子チューナーラジオ/プライバシーガラス（UVカット断熱機能付き）/電動格納式リモコンメッキドアミラー/メッキドアハンドルを装備。
    - 「バージョン-S」は、サロモン&テーラーメイド社の協力により開発。「V ラウンジパッケージ」をベースに、専用シート&ドアトリム地/電源コンセント（100V・100W）/寒冷地仕様（ヒーター付ドアミラー/ワイパーデアイサー/大型バッテリー）等を装備。同年12月末までの期間限定販売。
- 2002年（平成14年）
  - 4月[1] ｰ 生産終了。在庫対応分のみの販売となる。
  - 5月 ｰ 2代目と入れ替わる形で販売終了。

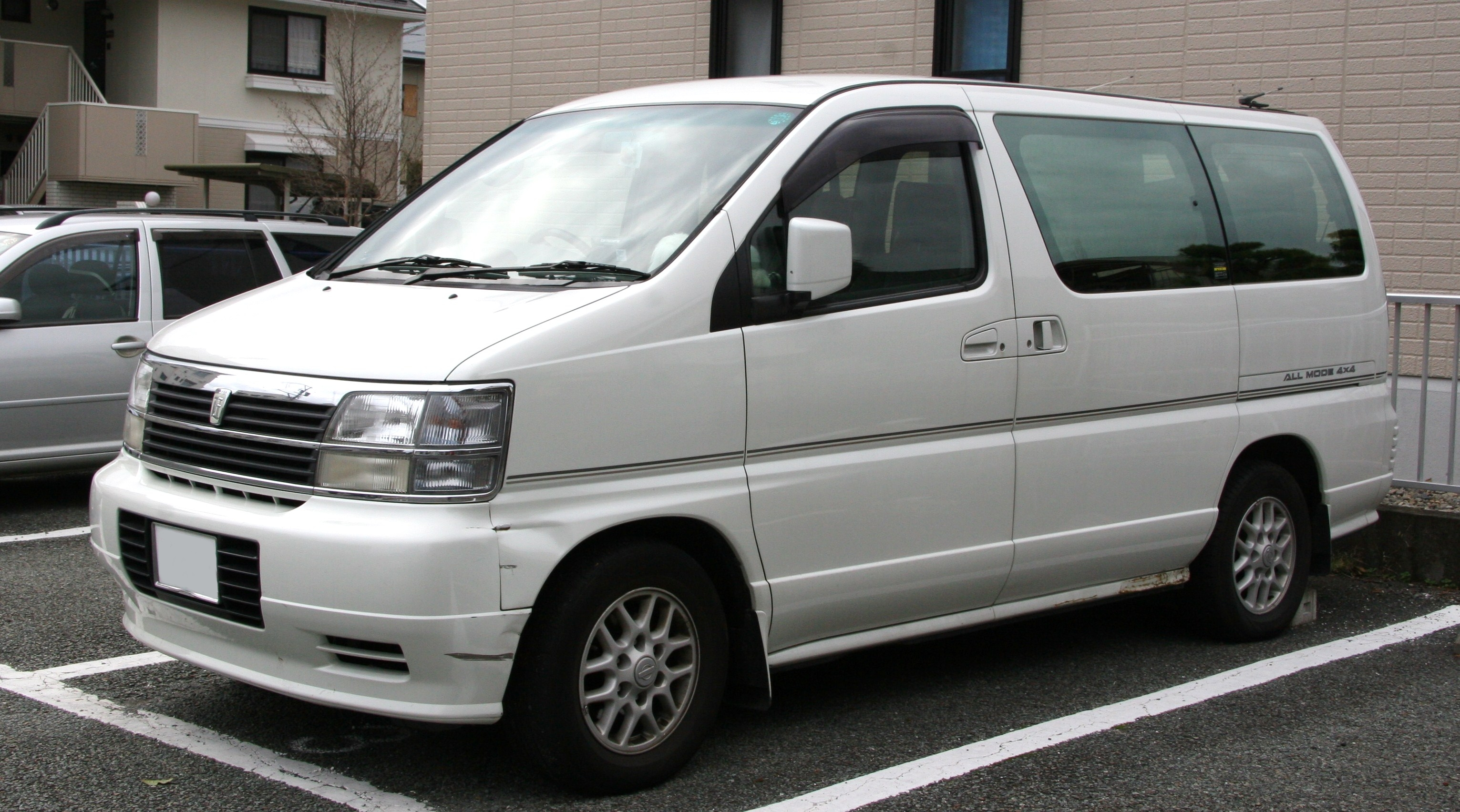
中期型（1999年8月 - 2000年8月）
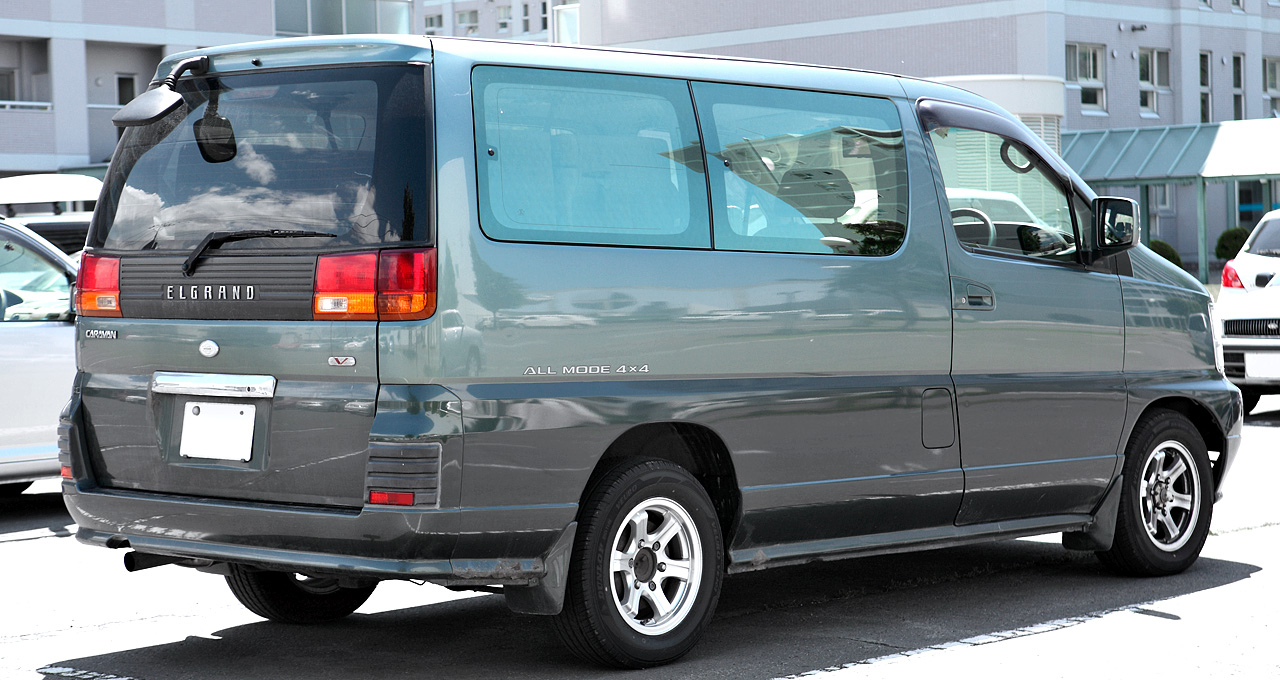
リア（キャラバンエルグランド）
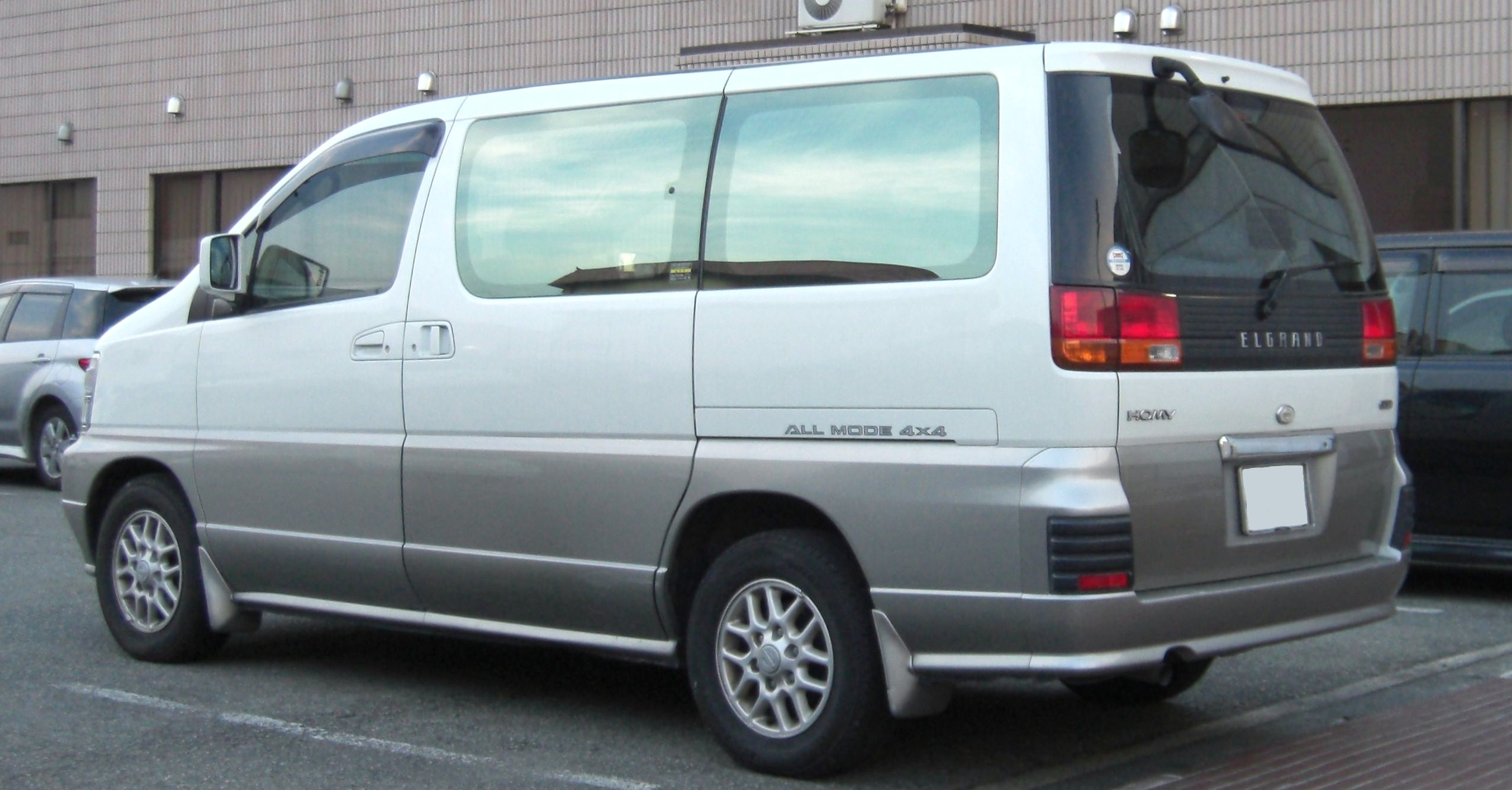
リア（ホーミーエルグランド）
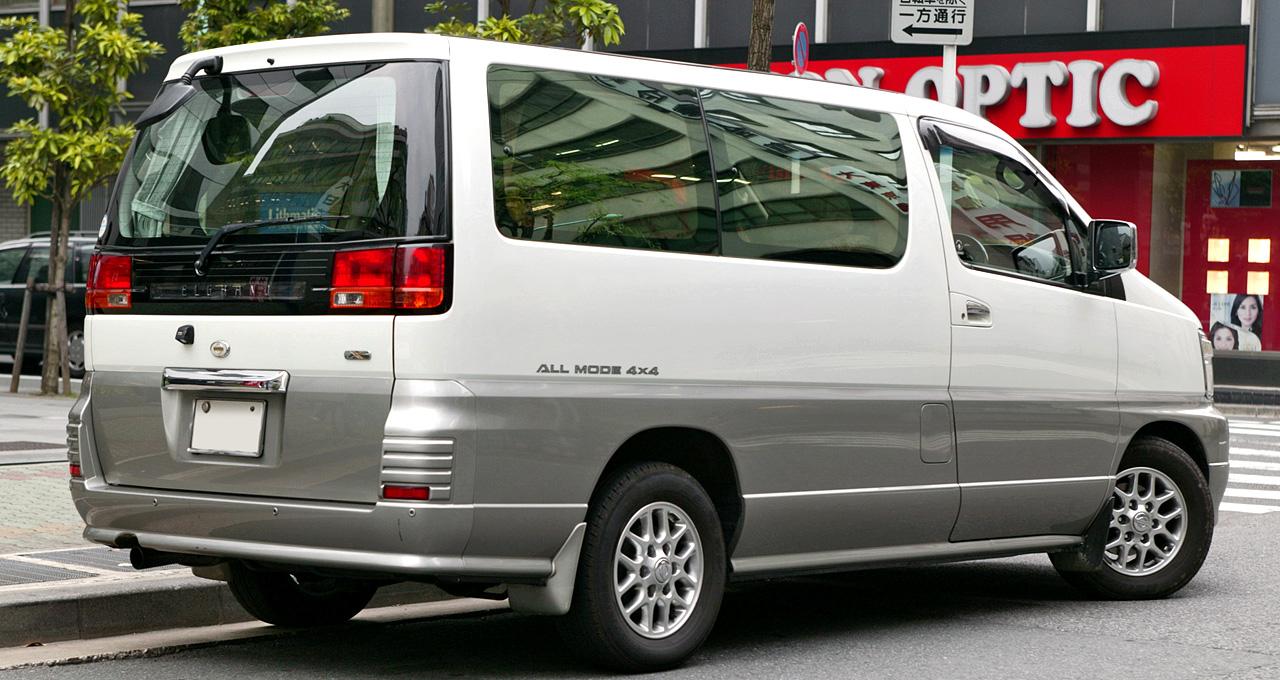
リア（後期型）
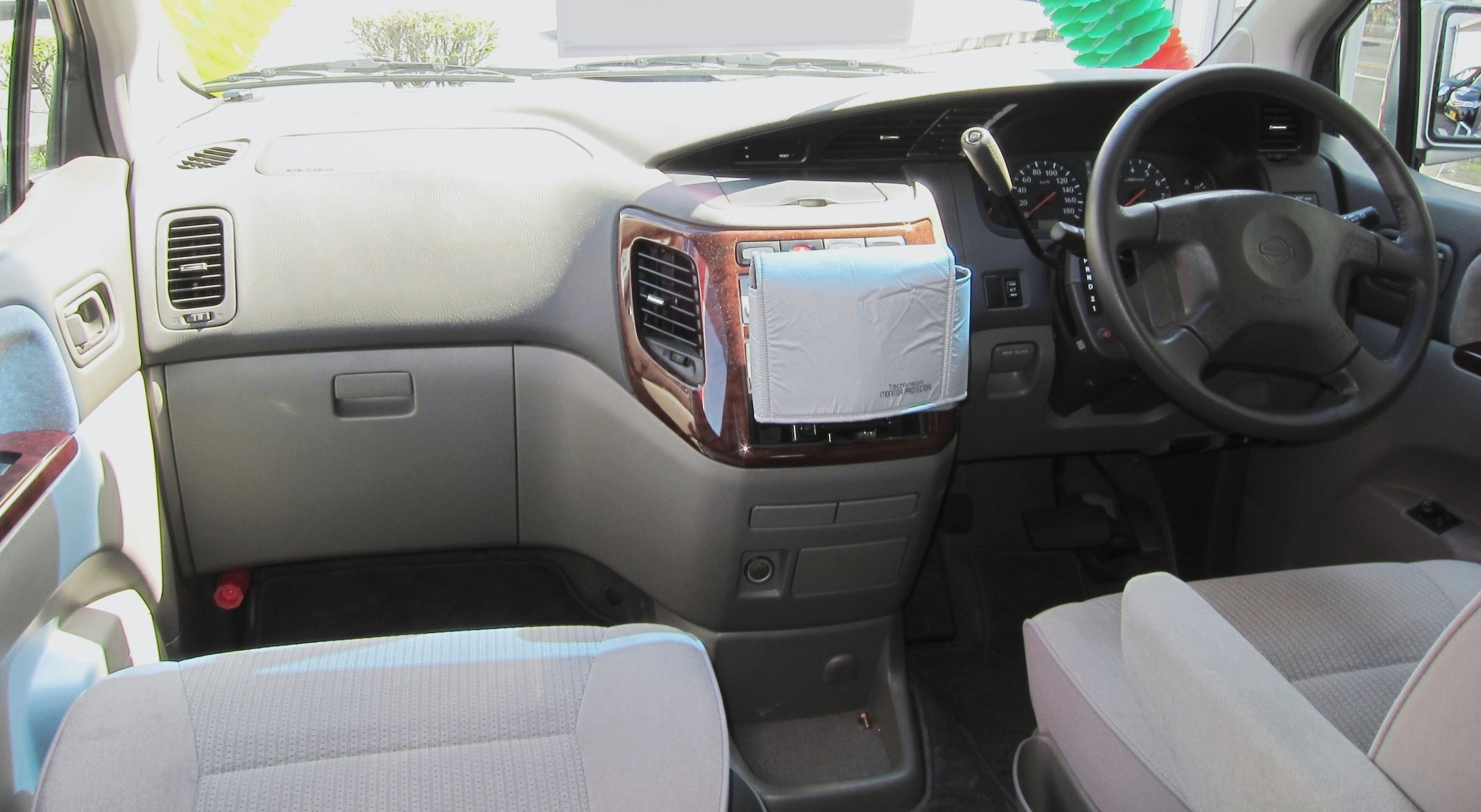
室内（後期型）
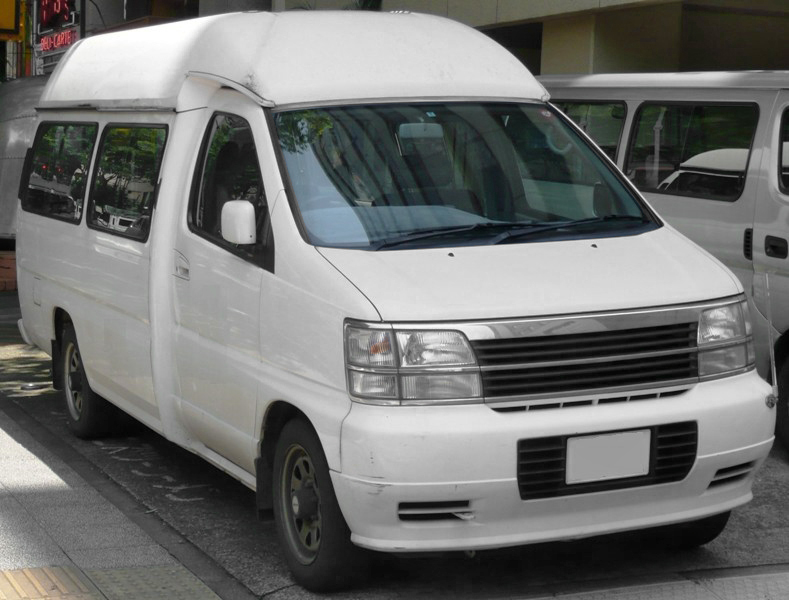
ジャンボタクシー仕様車
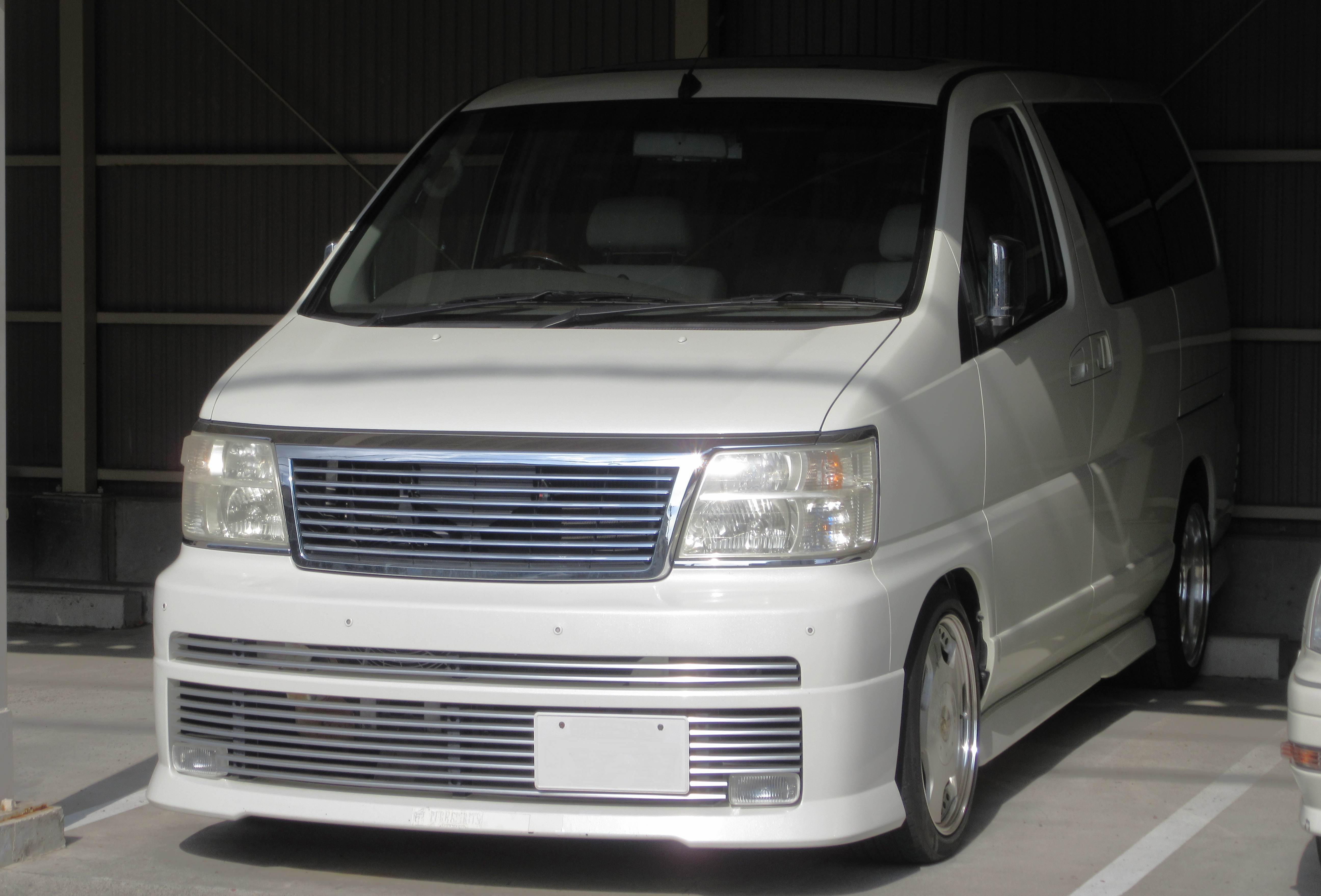
ライダー（後期型）

## 2代目 E51型（2002年 - 2010年）
2002年5月にフルモデルチェンジした2代目モデルでは、本車種専用のプラットフォームが採用された。駆動方式は先代に引き続き後輪駆動（FR）である。ただし後輪のサスペンションはマルチリンク式の独立懸架へ改め、ハブボルトは本数が6本から5本へ、PCDは139.7 mmから114.3 mmへと改められた。また、ブレーキをドラム式からディスクブレーキへ変更し、運動性能が向上している。このモデルからはスライドドアを両側に備える仕様が基本となった。（「VG」はスライドドアが片側だけの4ドア仕様を設定している。）なお、この2代目モデルはいすゞへのOEM供給はされず、「ファーゴフィリー」は初代モデルで廃止となった。
エンジンは先代の後期型同様、VQ35DE型を搭載するが、環境性能の向上により「超-低排出ガス車（★★★）」認定を取得。2004年8月のマイナーチェンジ以降のモデルはさらに環境性能を向上し、「平成17年基準排出ガス50%低減レベル（☆☆☆）」認定を取得するとともに、車両重量が2,020 kg以上の2WD車は「平成22年度燃費基準+5%」も同時に達成した。トランスミッションは先代同様オートマチックであるが、初代の4速からマニュアルモード付き5速に変更し、このモデルからシフトレバーはコラム式からインパネ式に変更された。2002年12月には同クラスで唯一となるV6エンジンのVQ25DE型を搭載した2.5 L車が追加された。
このモデルからエルグランドのエンブレムが廃止され、日産のブランドロゴのエンブレムに変更された。
同クラスの他車とは異なり、駆動方式はFRを採用しているが、本車種のようにリア周りの重量が増しがちな車両の場合は、FRレイアウトの方が加速時や旋回時に駆動力がかかりやすく、メリットとなる。その一方で、FRのデメリットである車内の狭さが露呈したほか、税制面で有利となる排気量3.0 L以下のエンジンが当初は設定されず、2.5 L車が設定されるまで競合車種に差をつけられていた。それだけでなく、プレサージュとの統合やクエストと基本構造が共通化されるため、次期型のE52型以降は前輪駆動採用に改めることが正式に決定された。しかしこれが最大の難関といえるほどの障壁となってしまったことで開発は難航を極めた。その関係でE51型は数度にわたる改良や特別仕様車の投入によって、8年に及ぶ長いモデルライフを送ることになった。

### 内外装
2002年5月の発売から2004年8月のマイナーチェンジまでのモデルはフロントグリルおよびヘッドライトユニットが上下2段に分割されており、運転席側のリアドアがない4ドア仕様も設定された。2003年8月の一部改良では「ハイウェイスター」のみデザイン変更が実施され、外装ではフロントグリルのフルメッキ化、アルミロードホイールのクロームカラーコート化、フォグランプまわりの車体色化、内装では、ステアリングのブラック化、ジャガード織物のシートの採用、シフトノブの本革部分ブラック化、インストルメントパネル中央部の操作パネルのダークグレー化が行われた。
2004年8月のマイナーチェンジでは、フロントグリルおよびヘッドライトユニットが一体化され、リアバンパー、灯火類等のデザインも変更され、ターンランプ内蔵ドアミラーが標準装備となった。リアコンビネーションランプはテールランプとブレーキランプが分離され、ブレーキランプはLED化された。インテリアはインパネ及びダッシュボードの形状変更、各部木目調パネルの採用、照明リング付きファインビジョンメーター、スイッチ類のメッキ処理等が行われた。また、シート位置を48 mm後退させてドライビングポジションを改善し、「X」・「XL」にはセカンドシートオットマンが採用された。2006年12月の一部改良では、全車（オーテックジャパン扱いのグレードを含む）にカラードフロントサイドアンダーミラーが標準装備され、「V」以外のグレードでは木目調加飾が追加された。
2007年10月のマイナーチェンジでは、「ハイウェイスター」のフロントグリルがセンターにボディ同色のラインを配した2段構造のデザインとなった。

### ラインアップ・装備
グレード体系は当初「V」・「VG」・「ハイウェイスター」・「X」・「XL」の5グレードが設定された。
2004年8月のマイナーチェンジでは、「XL」にBOSEサウンドシステム、サイドブラインドモニター、アクティブAFSが標準装備された（アクティブAFSは「ハイウェイスター」にも標準装備。その他のグレードにもオプションにより装備可能）。2004年8月にはグレード体系も整理され、「VG」の4ドア車が廃止され、全車5ドアとなり、「V」も廃止された。2004年12月には2.5 Lエンジン搭載車が追加され、グレード体系は8月に廃止されていた「V」と「ハイウェイスター」の2グレードが設定される。「V」には、歴代エルグランドでは初めてとなる16インチスチールホイールとフルホイールカバー（J31型系ティアナと同じもの）の組み合わせが採用された。2006年12月の一部改良時には「VG」が廃止された。
2007年10月のマイナーチェンジでは、グレード体系の見直しが実施され、2.5 L車は「250ハイウェイスター ブラックレザーエディション」（2008年11月廃止）を追加した3グレードに、3.5 L車は5グレードとなり、グレード名に排気量を示す"250"や"350"が追加された。装備としては、市販車初となるアラウンドビューモニターが特別仕様車「350ハイウェイスター レッドレザープレミアムセレクション」に標準装備、「ライダー」を除くその他のグレードにオプション設定され、カーウイングスナビゲーションシステムはHDD方式に変更された。2009年10月の仕様変更では、「250V」にフロントフォグランプが標準装備となり、「250V」・「350X」・「350XL」のヘッドランプインナーレンズの色味も変更された。

#### 特別仕様車
ライダー（Rider）
2002年10月発売。オーテックジャパン扱いの特別仕様車。ベース車両は「VG」の5ドア仕様。専用のフロントグリルやエアロパーツなどを装備し、他のライダーシリーズ同様にフロントには日産のCIは装着されない。2003年10月には内装色が黒の「ライダーS（Rider S）」も追加された。
2004年8月のマイナーチェンジでは、フロントデザインの変更と専用リアバンパーの追加、専用フィニッシャーのデザイン変更・採用部位拡大が実施された。
2005年4月には、「ライダーS」をベースにアクティブAFS、インテリジェントキー（2.5 L車のみ、3.5 L車はベース車に標準装備）、専用アルミペダル、専用スポーティーフロアカーペット、キッキングプレートを装備した特別仕様車「ライダーアルファ」が発売され、2006年8月には「ライダーアルファ」に新たにインテリジェントキー（2.5 L車のみ、3.5 L車はベース車に標準装備）とマジカルイルミネーションを追加装備した2007年3月末までの期間限定販売車「ライダーアルファII」も発売された。
2007年10月のマイナーチェンジではラインナップが再編され、既存の「ライダー」と、ボディ剛性の向上やサスペンションチューニングを施された2.5L車の「ライダー パフォーマンススペック」、加えて専用エンジンチューニングも施された3.5L車の「ライダー ハイパフォーマンススペック」の3グレード構成となった。
VIP
2002年12月発売。最上級グレードの「XL」をベースに、乗員人数を4人に減らし、後席にセンターアームレスト付専用本革シート、電動式スライドステップ、専用パーティションボード付トランクボード、専用セカンドシートロングスライドレール、後席専用読書灯+ルームランプを装備したモデル。受注生産で個別仕様が設定できるオーダーメイド車で、後席専用オーディオシステム（VHS+CD+DVD）や専用オットマンなどのオプションも設定される。
バージョンL
2002年12月発売。国内販売累計25万台達成記念車で、「VG バージョンL」、「ハイウェイスター バージョンL」が設定される。カーウイングス対応TV/ナビゲーションシステム（DVD方式）、インテリジェントキー（キー2本付）、バックビューモニター、エルグランドスーパーサウンドシステム&6スピーカー、ステアリングスイッチが特別装備される。
V 70th
2003年5月発売の70周年記念特別仕様車。「V」をベースに、CD一体AM/FM電子チューナーラジオとETCユニットを特別装備し、カーウイングス対応TV/ナビゲーションシステム（DVD方式）と助手席側リモコンオートスライドドア（挟み込み防止機構付）をオプション設定に追加。
NAVIエディション
2004年4月発売。「V NAVIエディション」、「ハイウェイスター NAVIエディション」が設定される。カーウイングス対応TV/ナビゲーションシステム（DVD方式）、バックビューモニター、ステアリングスイッチなどが装備される。
エアロ
2005年4月発売。「Vエアロ」・「VGエアロ」が設定される。「V（2.5 L車）」・「VG（3.5 L車）」をベースに、アクティブAFSと6スピーカーを装備し、「ハイウェイスター」用のエアロパーツを採用した特別仕様車。
ハイウェイスター プレミアムナビエディション
2005年12月発売。「ハイウェイスター」をベースに、カーウイングスナビゲーション（DVD方式）&ツインモニターシステム、リモコンオートスライドドア（運転席側）、インテリジェントキー（2.5 L車のみ）を装備した特別仕様車。
ハイウェイスター アーバンセレクション
2006年5月発売。「ハイウェイスター」をベースに、地上デジタルテレビ放送用チューナー、カーウイングスナビゲーション（DVD方式）&ツインモニターシステム、リモコンオートスライドドア（運転席側）、インテリジェントキー（2.5 L車のみ）、パーキングサポートシステム（ベーシック カーアラームタイプ）等の装備やイルミネーション・ドレスアップ系アイテムを装備した特別仕様車。2006年8月にはアーバンセレクションから特別装備の一部を省いて価格を下げた「ハイウェイスター アーバンセレクション Jパッケージ」も発売された。
3.5L ハイウェイスター ブラックレザーリミテッド
2006年12月発売。「3.5L ハイウェイスター」をベースに、黒本革シート、運転席オートスライドドア、ステアリング/シフトノブ木目調加飾等を装備した10周年記念特別仕様車。
3.5L ハイウェイスター スタイリッシュシルバーレザー
2007年6月発売。「3.5L ハイウェイスター」をベースに、グレー本革シート（一部合成皮革使用）、専用ブラッククオーツ調パネル、カーウイングスナビゲーション（DVD方式）&ツインモニターシステム等を装備した10周年記念特別仕様車第2弾。2007年8月末までの期間限定販売となった。
350ハイウェイスター レッドレザープレミアムセレクション
2007年10月のマイナーチェンジ時に追加された特別仕様車。マイナーチェンジ時に追加された新装備であるアラウンドビューモニターを標準装備する。2008年11月に廃止された。
ハイウェイスター ブラックレザーナビセレクション / 350ハイウェイスター エスプレッソレザープレミアムセレクション
それぞれ2008年11月に同時発売された特別仕様車。ブラックレザーナビセレクションは、「ハイウェイスター」をベースに、カーウイングスナビゲーションシステム&ツインモニターシステム（ツインモニターシステムは350のみ）、アラウンドビューモニター（350のみ）、ブラックの専用本革・サプラーレシート（ダークシルバーエッジ付）を装備した仕様。エスプレッソレザープレミアムセレクションは、「350ハイウェイスター」をベースに、ブラウンの本革シート、ブラッククオーツ調パネル、電動カーテン、地上デジタルテレビ放送用チューナーなどを装備（シート表皮の仕様を除くその他の特別装備は「350ハイウェイスター ブラックレザー アーバンセレクション」と同等）した仕様である。
2009年10月には、従来の「ハイウェイスター ブラックレザーナビエディション」のシートを専用ギャザーと専用ダブルステッチをあしらったブラックの専用本革・サプラーレシート「スペシャルレザーシート」に変更した「ハイウェイスター ブラックレザーナビエディションV」が発売された。
ハイウェイスター ブラックレザーアーバンセレクション
2008年11月に発売されたオーテックジャパン扱いの特別仕様車。同日発売された「ハイウェイスター ブラックレザーナビセレクション」をベースに、地上デジタルテレビ放送用チューナー、フロントプロテクター、スポーツマフラー、クリヤリヤコンビランプ（アッパー&ロア）、専用エンブレムを追加装備し、「250ハイウェイスター ブラックレザーアーバンセレクション」にはベース車には非装備のツインモニターシステムも追加装備している。
2009年7月には高性能仕様として、ボディチューンを行い、専用タイヤなどを装備した「250ハイウェイスター ブラックレザーアーバンセレクション パフォーマンススペック」と、エンジンチューン等も行い、低排圧マフラーを装備した「350ハイウェイスター ブラックレザーアーバンセレクション ハイパフォーマンススペック」が発売された。もともと「パフォーマンススペック」と「ハイパフォーマンススペック」はライダーシリーズやアクシスシリーズに展開されていたが、それ以外のモデルに用意されたのはこれが初である。
2009年11月にはベース車が「ハイウェイスター ブラックレザーナビセレクション」から「ハイウェイスター ブラックレザーナビエディションV」に変更され、「ハイウェイスター ブラックレザーアーバンセレクションV」に改名された。

### 年表
- 2002年（平成14年）
  - 5月21日 - フルモデルチェンジ。
  - 10月2日 - オーテックジャパン扱いの特別仕様車「ライダー」を発売。
  - 12月19日 - オーテックジャパン扱いの「VIP仕様車」を発売。
  - 12月24日 - 国内販売累計25万台達成記念車「VG バージョンL」、「ハイウェイスター バージョンL」を発売。
- 2003年（平成15年）
  - 5月8日 - 一部改良。ボディカラーの変更と、「VG」と「ハイウェイスター」にカーウイングス対応TV/ナビゲーションシステム（DVD方式）がオプション設定された。同日、70周年記念特別仕様車「V 70th」を発売。
  - 8月27日 - 「ハイウェイスター」を一部改良。内外装の小変更が実施された。
  - 10月22日 - オーテックジャパン扱いの特別仕様車「ライダーS（Rider S）」を発売。
- 2004年（平成16年）
  - 4月7日 - 特別仕様車「V NAVIエディション」・「ハイウェイスター NAVIエディション」を発売。
  - 8月25日 - マイナーチェンジ。
  - 12月22日 - VQ25DE型エンジンを搭載した2.5 L車を発売。
- 2005年（平成17年）
  - 4月28日 - 特別仕様車「Vエアロ」・「VGエアロ」および、オーテックジャパン扱い特別仕様車「ライダーアルファ」を発売。
  - 12月26日 - 特別仕様車「ハイウェイスター プレミアムナビエディション」を発売。
- 2006年（平成18年）
  - 5月30日 - 特別仕様車「ハイウェイスター アーバンセレクション」を発売。
  - 8月30日 - 「ハイウェイスター アーバンセレクション Jパッケージ」および、オーテックジャパン扱いの特別仕様車「ライダーアルファII」を発売。
  - 12月19日 - 一部改良。同日、10周年記念特別仕様車「3.5L ハイウェイスター ブラックレザーリミテッド」を発売。
- 2007年（平成19年）
  - 6月20日 - 10周年記念特別仕様車第2弾「3.5L ハイウェイスター スタイリッシュシルバーレザー」を発売。
  - 10月23日 - マイナーチェンジ。
- 2008年（平成20年）
  - 11月10日 - 装備内容の一部変更。同時に、特別仕様車「ハイウェイスター ブラックレザーナビセレクション」、「350ハイウェイスター エスプレッソレザープレミアムセレクション」およびオーテックジャパン扱いの特別仕様車「ハイウェイスター ブラックレザーアーバンセレクション」を発売。同時に「ハイウェイスター ブラックレザーエディション」、「350ハイウェイスター レッドレザープレミアムセレクション」は廃止された。
- 2009年（平成21年）
  - 7月7日 - オーテックジャパン扱いの特別仕様車「250ハイウェイスター ブラックレザーアーバンセレクション パフォーマンススペック」、「350ハイウェイスター ブラックレザーアーバンセレクション ハイパフォーマンススペック」を発売。
  - 10月26日 - 仕様装備変更。同時に、特別仕様車「ハイウェイスター ブラックレザーナビエディションV」を発売。
  - 11月2日 - オーテックジャパン扱いの特別仕様車「ハイウェイスター ブラックレザーアーバンセレクションV」を発売。
- 2010年（平成22年）
  - 7月[2] ｰ 生産終了。在庫対応分のみの販売となる。
  - 8月 ｰ 3代目と入れ替わる形で販売終了。

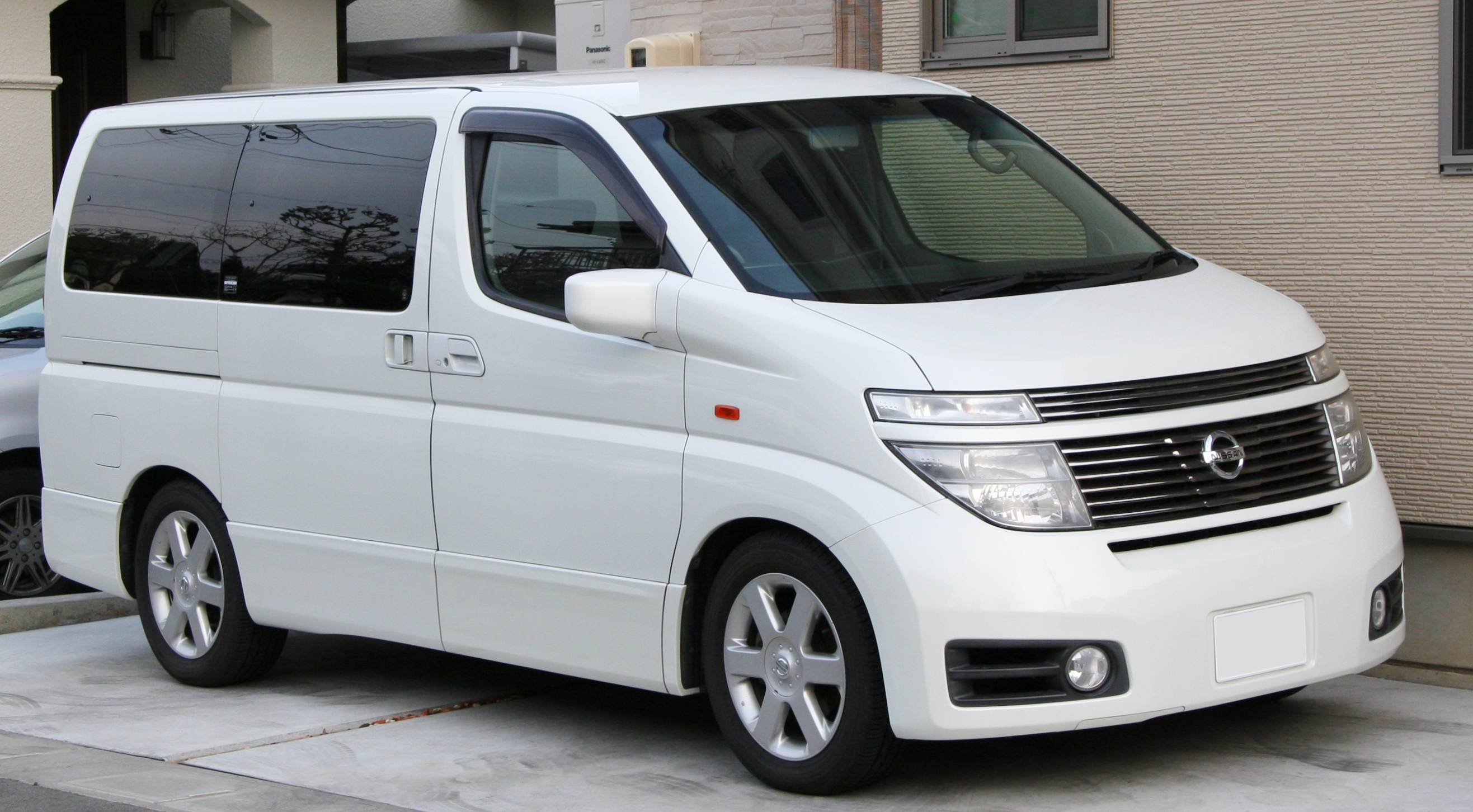
I 型ハイウェイスター（前期型 2002年5月 - 2003年8月）
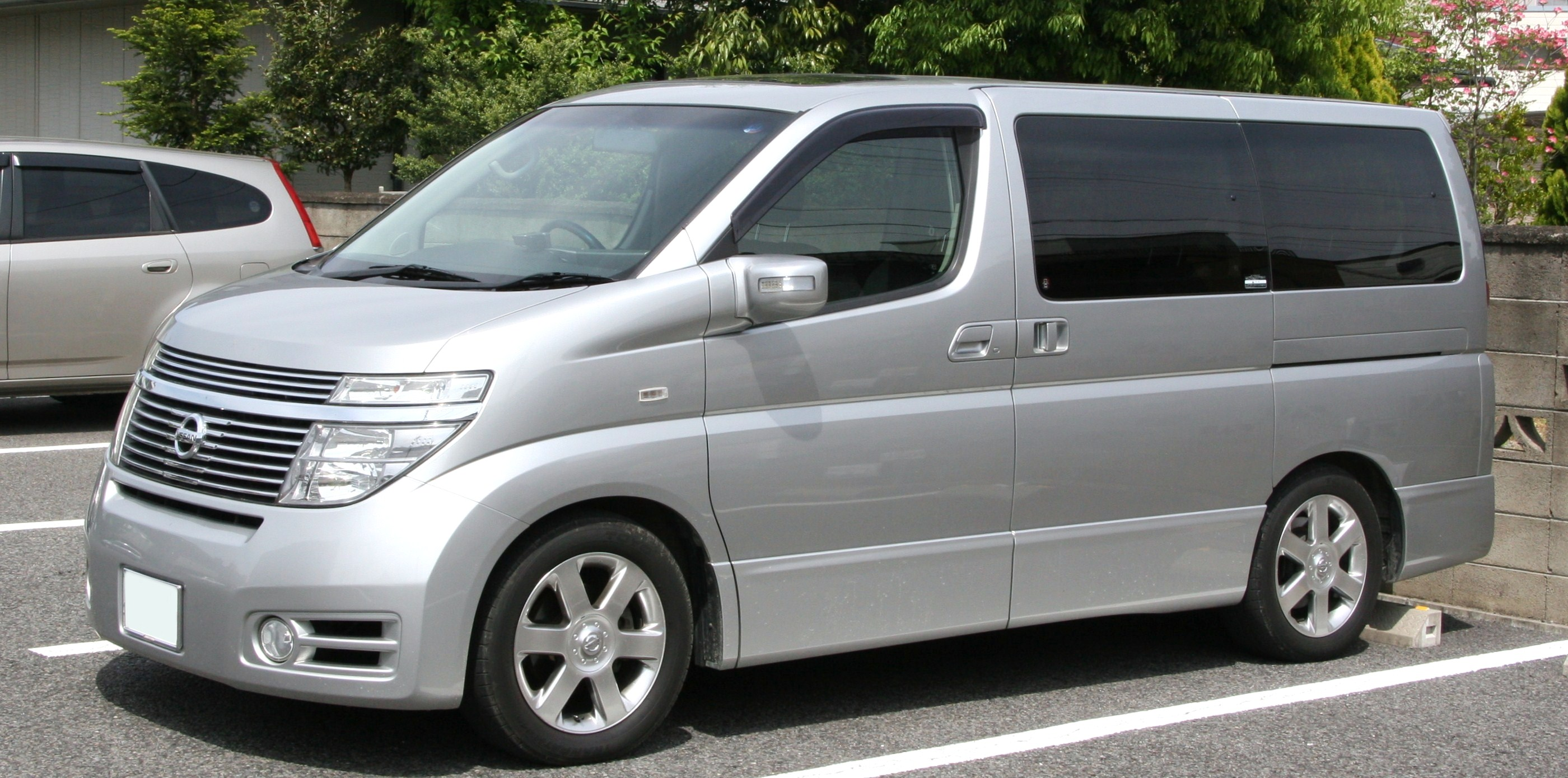
II 型ハイウェイスター（前期型 2003年8月 - 2004年8月）
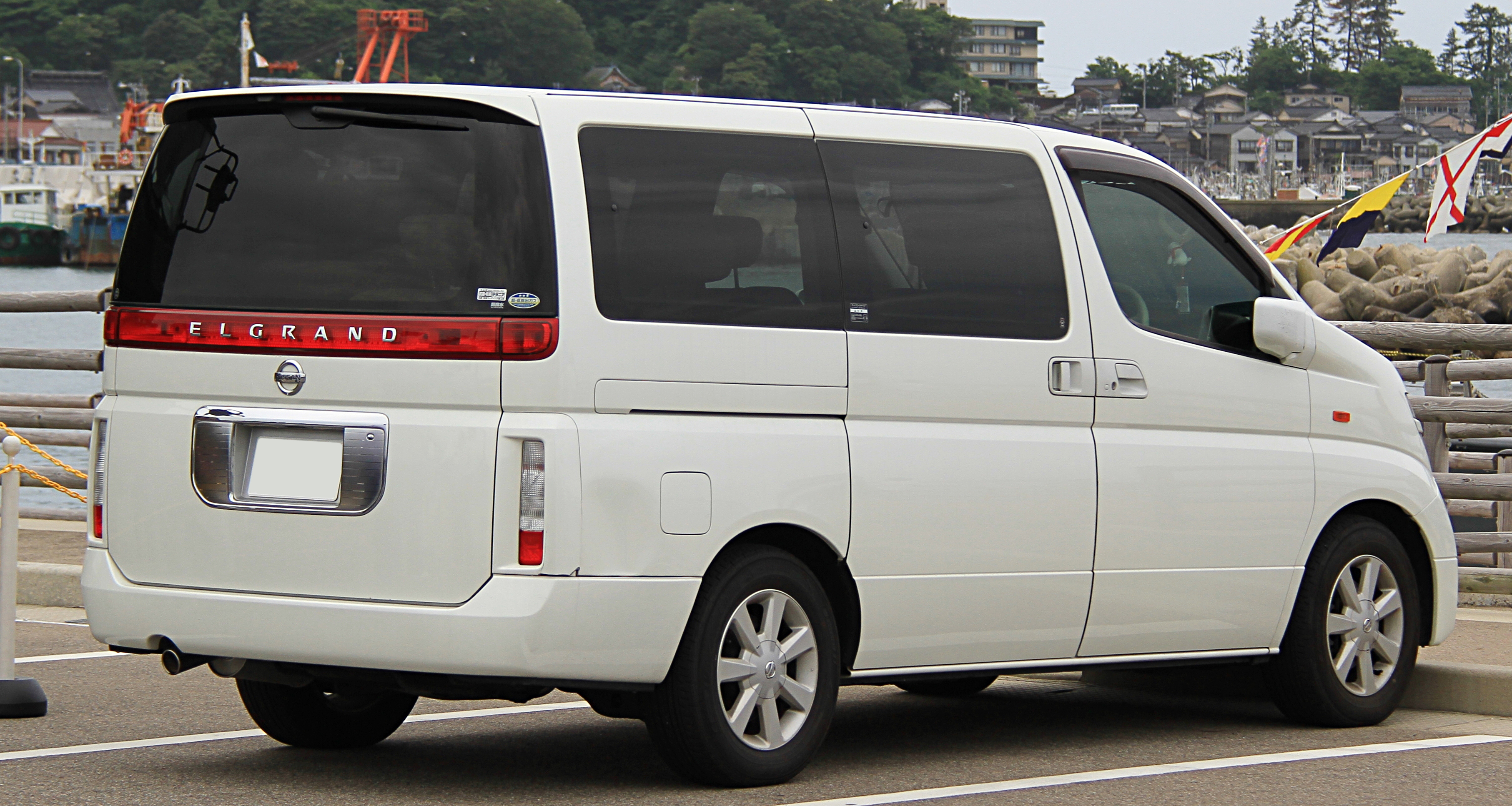
リア（前期型、2002年5月 - 2004年8月）
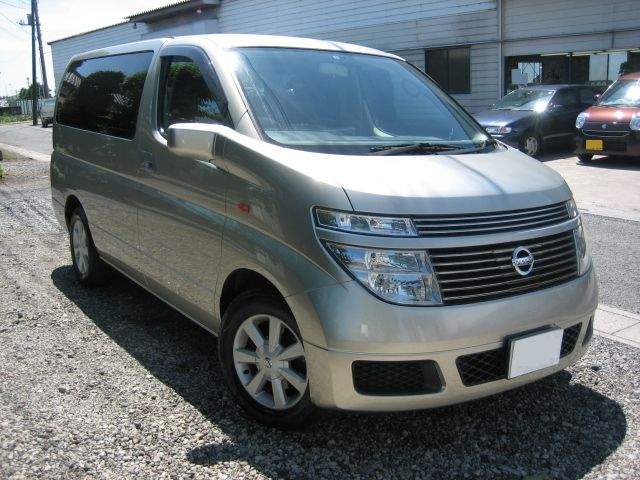
VG4ドア（前期型、2002年5月 - 2004年8月）
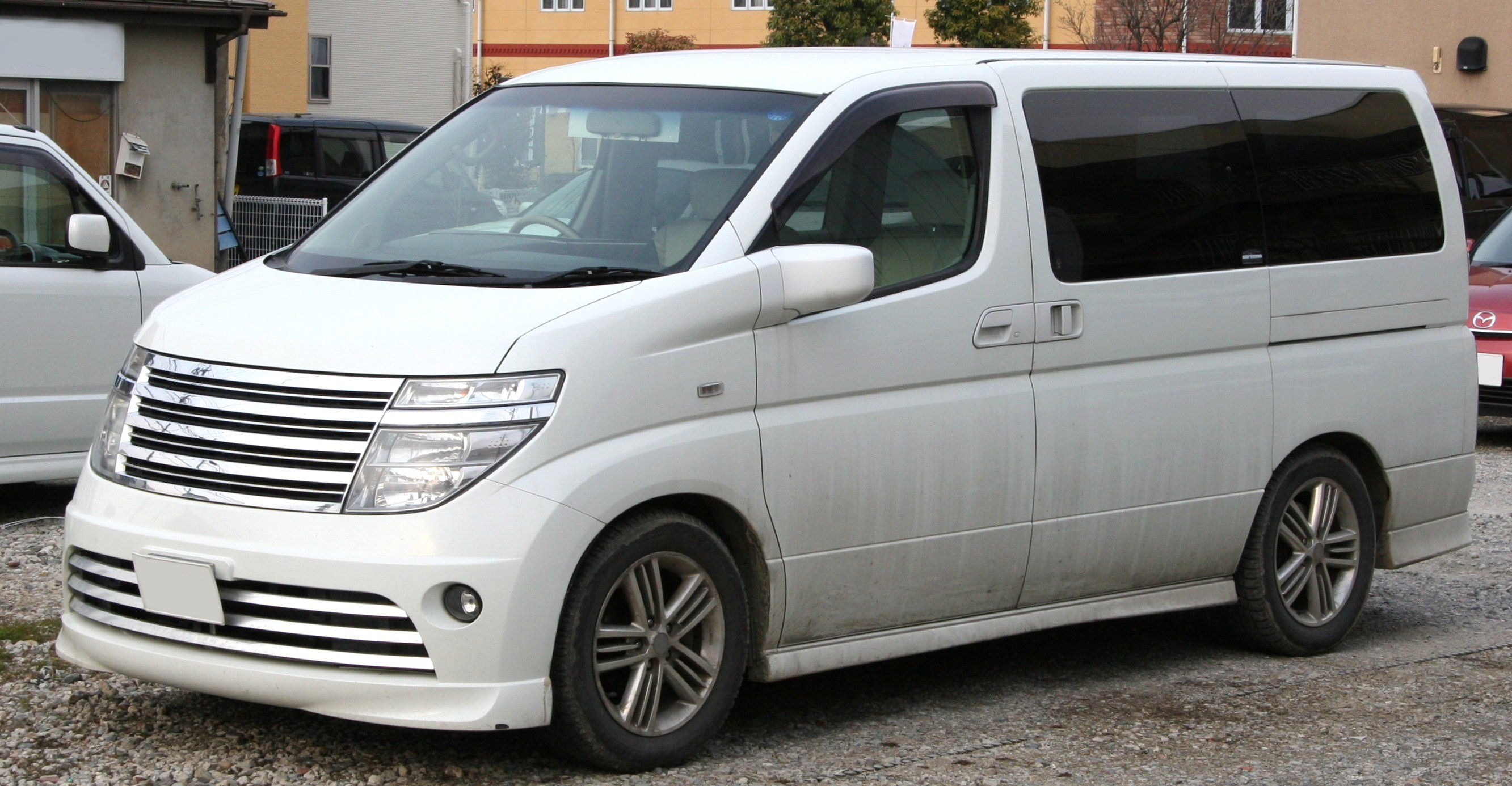
ライダー（前期型、2002年10月 - 2004年8月）
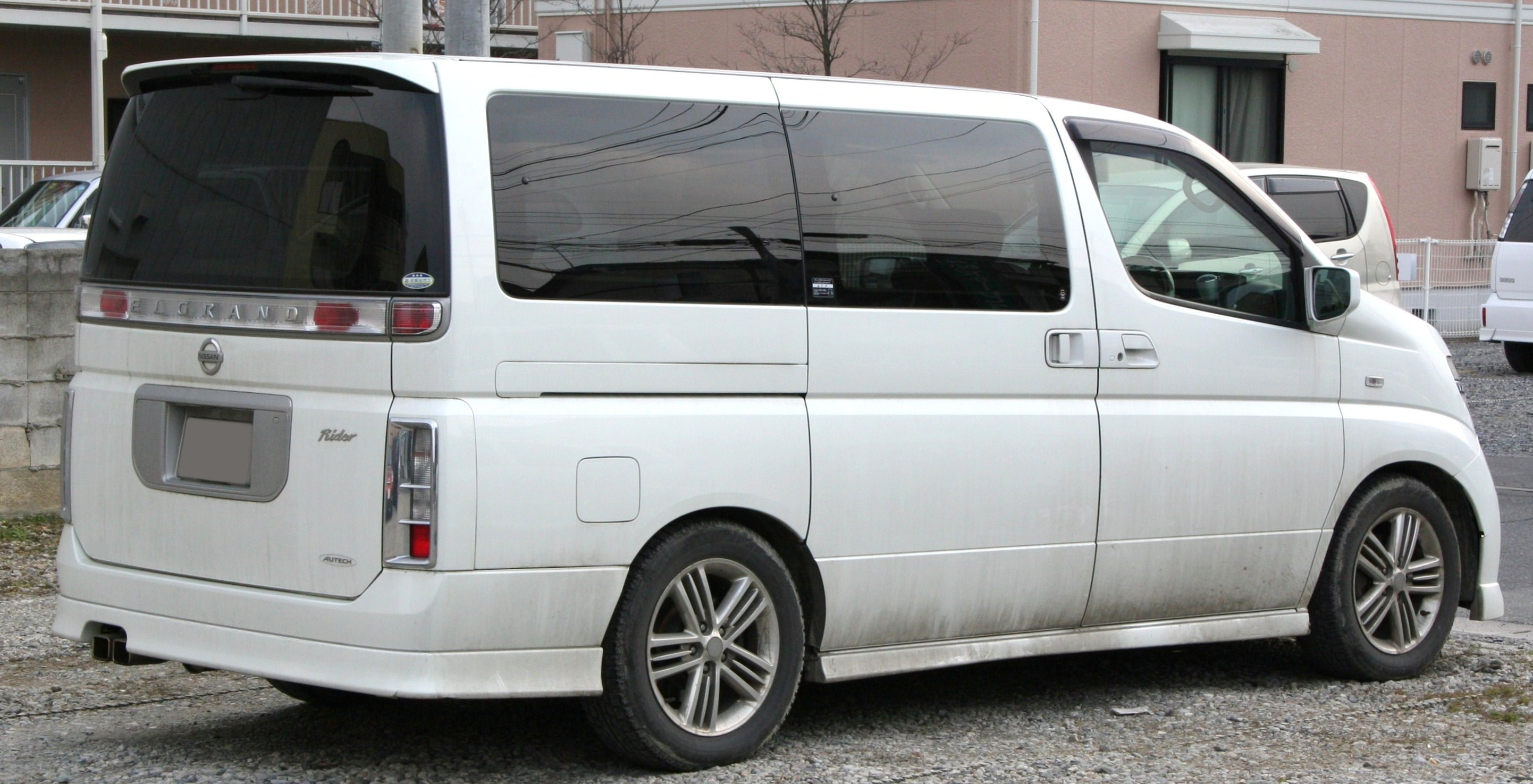
ライダー リア（前期型、2002年10月 - 2004年8月）
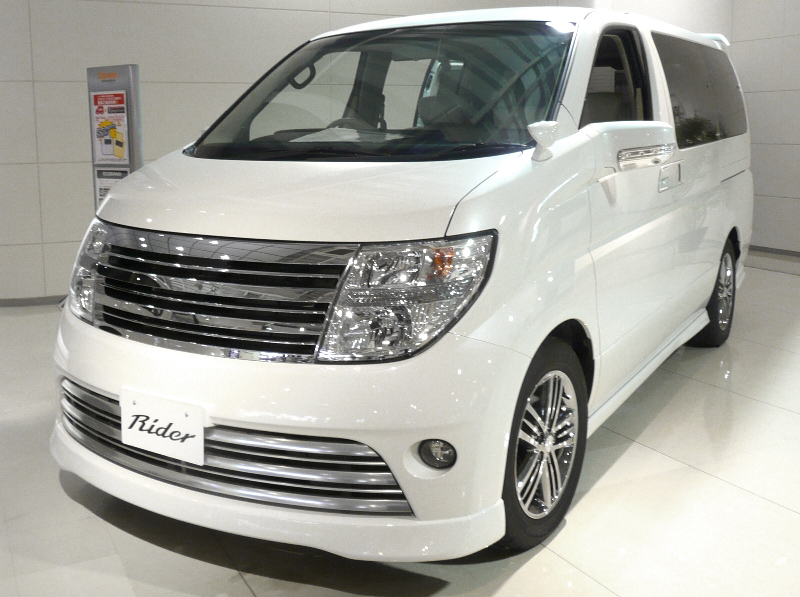
ライダー/ライダーS（中期型、2004年8月 - 2007年10月）
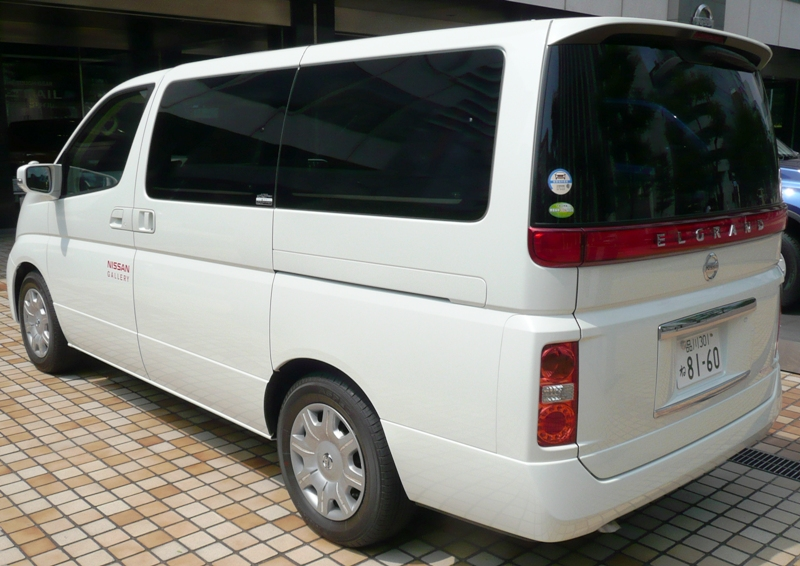
リア（中・後期型、2004年8月 - 2010年8月）
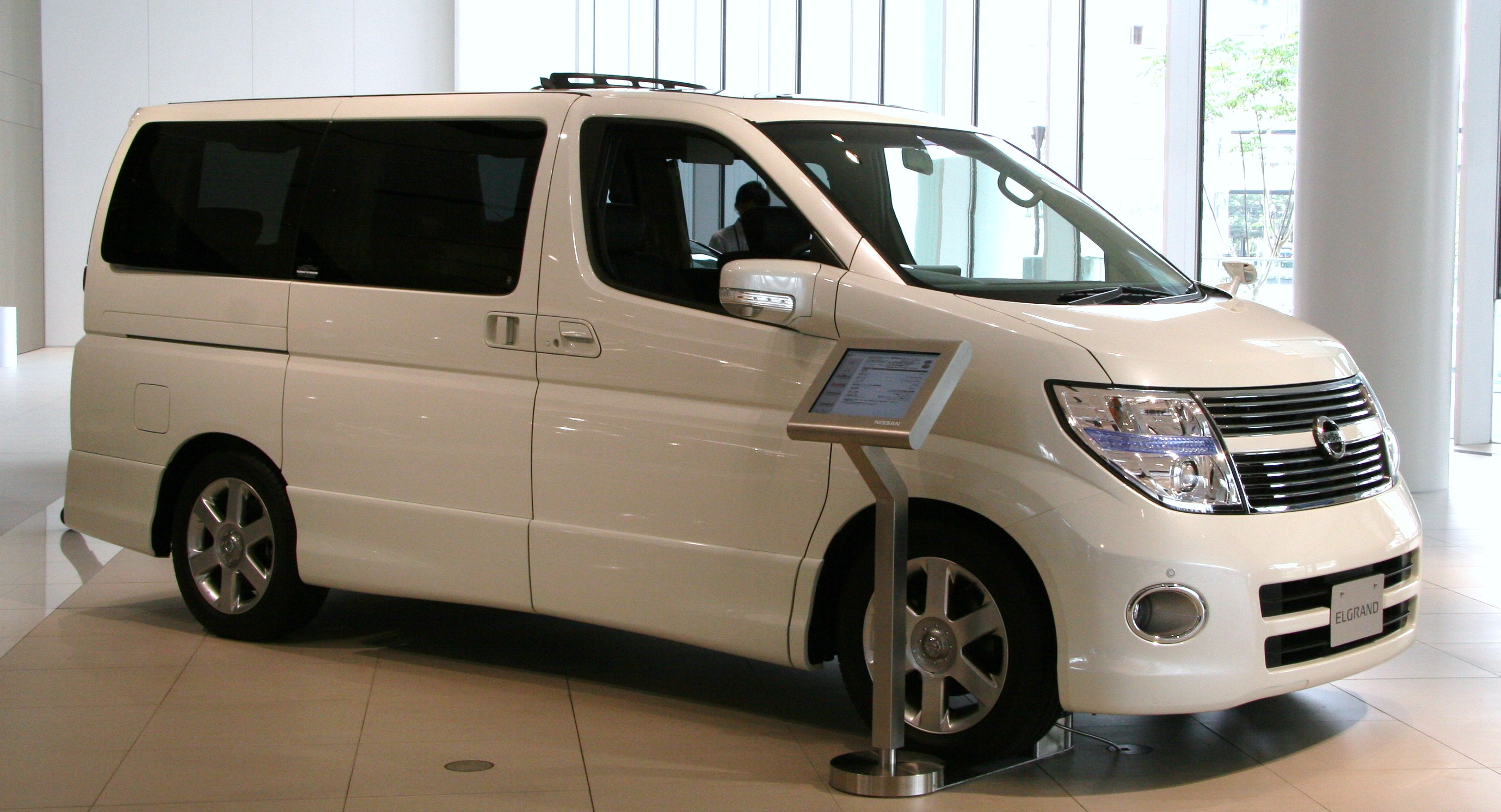
ハイウェイスター（後期型、2007年10月 - 2010年8月）
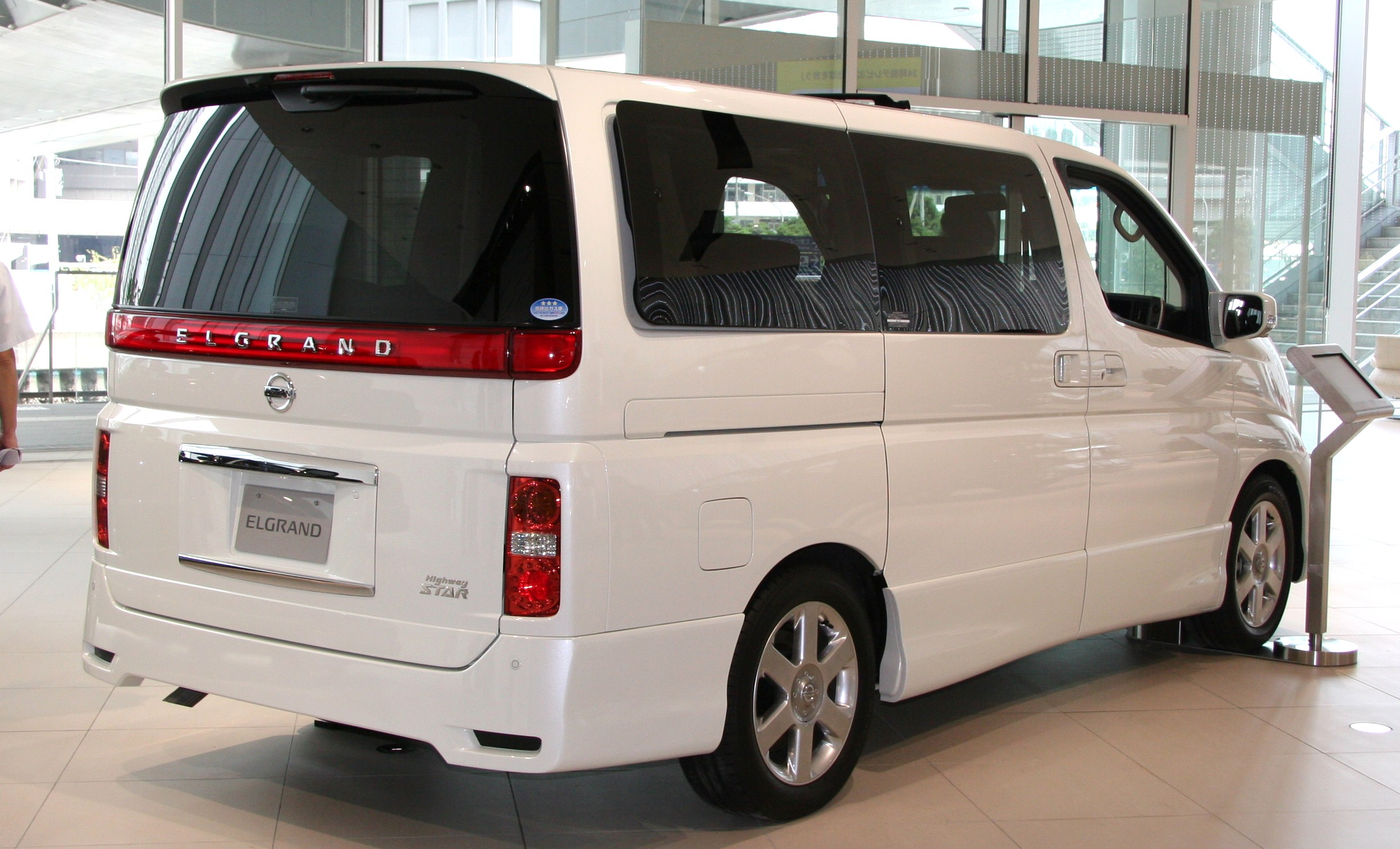
ハイウェイスター リア（後期型、2007年10月 - 2010年8月）
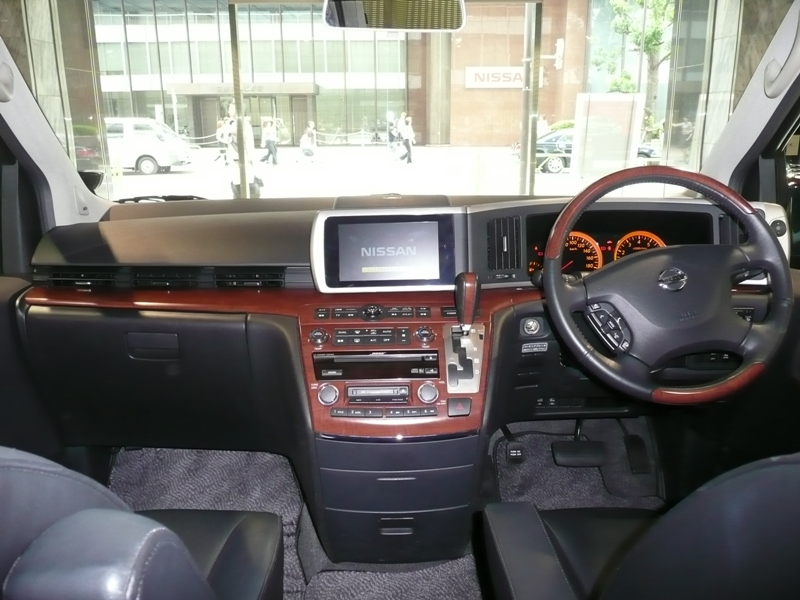
室内（中期型、2004年8月 - 2007年10月）
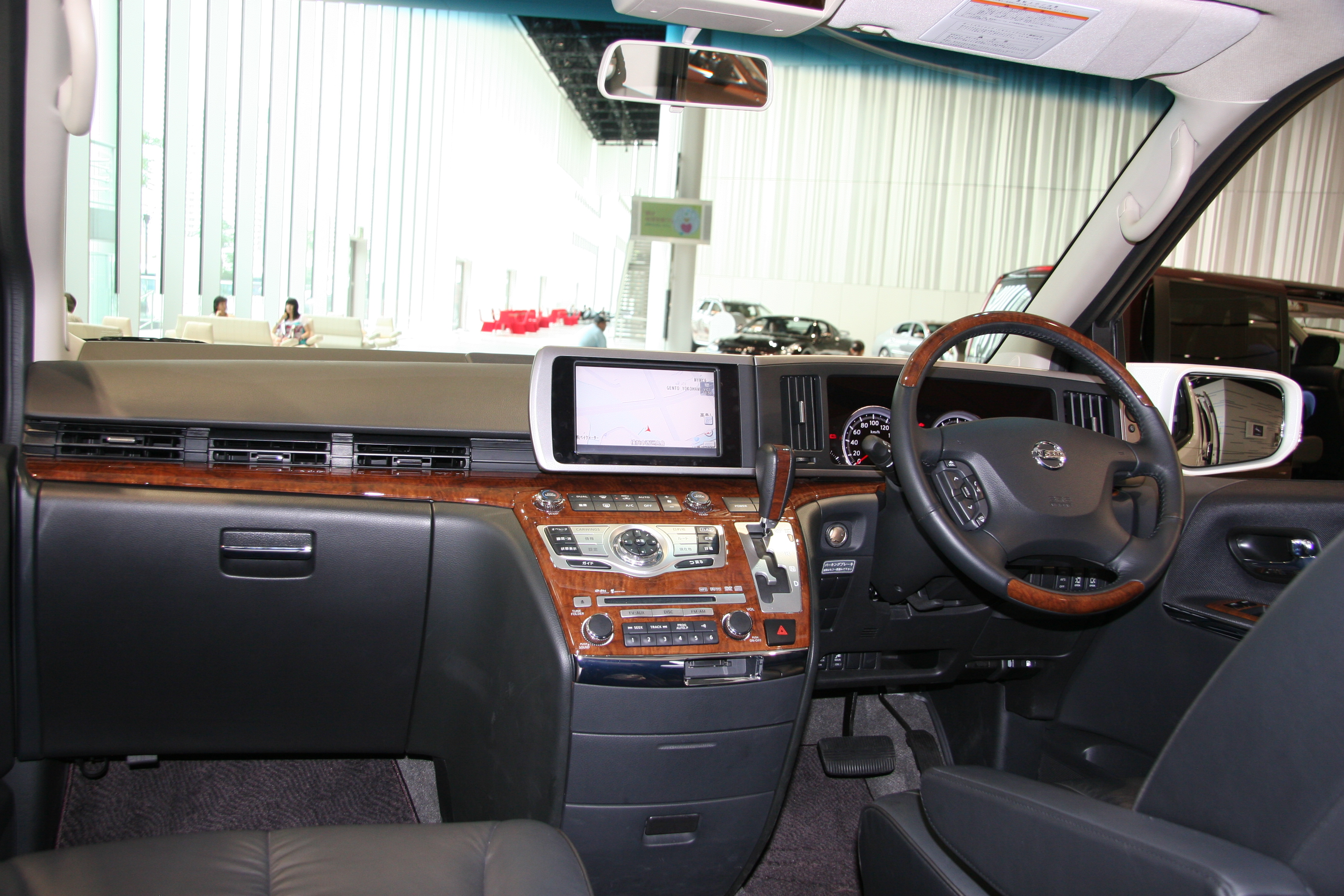
室内（後期型、2007年10月 - 2010年8月）

## 3代目 E52型（2010年 - ）
2010年8月にフルモデルチェンジした3代目モデルでは、北米向けのクエストや、プレサージュとの統合により、駆動方式がFRからDプラットフォームを用いたFFと4WD（オールモード4X4）に変更された。これにより低床化と全高の抑制が図られ、車内が広くなり、乗り心地が向上した。ボディサイズは先代と比べ、全長と全幅が80 mmと35 mmそれぞれ拡大され、全高とフロア高は、95 mm、129 mmと、それぞれ低められた。エンジンはV6・2.5 L（VQ25DE）を廃止し、新たに直4・2.5 LのQR25DEとV6・3.5 LのVQ35DEの2本立てで、いずれにもエクストロニックCVTが組み合わされる。3.5 L車は国産のハイブリッド車を除くCVT車としては初の280馬力の大台を達成した。なお、本モデルより生産が日産車体から、その子会社の日産車体九州に移管され、クエストとともに混流生産される。
Dプラットフォームを採用するものの、同じDプラットフォーム採用車のティアナやムラーノと比べるとホイールベースやパッケージングが大幅に異なるため、フロアパネルに「フロアビード形状」を採用し、静粛性と剛性を向上。また、リヤの剛性を高めるためにスペアタイヤを廃止（代わりにパンク修理キットを装備）、その空間を生かしてリヤクロスメンバーをストレート形状とした（室内側にはラゲッジアンダーボックスを設置している）。
環境性能については、全車でJC08コールドモード対応の「平成17年基準排出ガス75%低減レベル（☆☆☆☆）」認定を取得するとともに、2.5L車は「平成22年度燃費基準+25%」、3.5L・4WD車は「平成22年度燃費基準+15%」、3.5 L・2WD車は「平成22年度燃費基準+10%（「350ハイウェイスタープレミアム」及びオプション装着により車両重量が2,000kgを超えた場合は平成22年度燃費基準+20%）」をそれぞれ達成。2012年12月の一部仕様向上では、3.5L車がエンジン制御の改良により燃費が向上し、平成27年度燃費基準達成車が従来からの「350ハイウェイスター プレミアム」に加え、3.5L・2WDの他のグレードにも拡大した。2020年10月のマイナーチェンジ以降はWLTCモードによる燃料消費率・排出ガスに対応し、全車「平成30年排出ガス基準50%低減レベル（☆☆☆☆）」認定を取得した。

### 内外装
外観は2005年の第39回東京モーターショーで出品されたコンセプトカー「アメニオ」がルーツである。低床化によって2009年8月に廃止されたプレサージュに近いプロポーションへと変化しつつも、2段式ヘッドランプや大型フロントグリル、横一文字のリアコンビランプとガーニッシュなどに代表されるように、一目で「エルグランド」とわかるスタイリングとされている。
サードシートはミニバンでは一般的な跳ね上げ格納シートから、背が高いミニバンとしては珍しいダイブダウン式格納へ変更された。給油口も右から左に変更された。そして、セカンドシート、サードシートの中央座席のシートベルトが2点式から3点式に変更された。
なお、発売時よりリアには「XTRONIC CVT」エンブレムが装着されていたが、2014年1月のマイナーチェンジ以降は装着されていない。
2014年1月のマイナーチェンジでは、「ハイウェイスター」、「ハイウェイスタープレミアム」でフロント周りのデザインが一新され、フロントグリルが大型化（日本国内における乗用車では最大面積）されて全周がクロームメッキで囲まれた。ヘッドランプはシグネチャーLEDポジションランプを備えた新デザインに変更するとともにヘッドランプそのものもLED化され、18インチアルミホイールは切削処理を施したマルチスポークデザインに変更され、LEDリアコンビネーションランプはインナーレンズにクローム処理を施した新デザインのクリアテールランプが採用された。インテリアではメーターが大型化され、デザインを変更することで視認性を高めるとともに、中央には5インチカラーディスプレイ「アドバンスドドライブアシストディスプレイ」が新たに装備された。室内高も高くなり（サンルーフ装着車を除く）、ラゲッジスペースは3列目シートに前方向240mmのスライド機構を追加し、シートバックの凹凸を低減した形状に変更したことと、後部荷室のラゲッジボードの高さを床面に合わせた高さに変更したことで積載性を向上した。
2020年10月には2度目のマイナーチェンジが実施され、外観はフロントグリルのデザインが変更された。内装はインストルメントパネルからドアトリムにかけて水平基調に仕立て、中央にはピアノブラックでまとめた10インチの大型ディスプレイを配し、プレミアムシートは連続したキルティングパターンへ変更された。後席シートにはキャプテンシートにシートバック中折れ機能を追加し、角度調節が可能なアームレスト、折り畳み式シートサイドテーブル、大型オットマンも装備した。
2022年11月の一部仕様向上では、日産のCIが2020年7月より展開されている新CIに変更された。

### ラインアップ・装備
装備についてはいずれも世界初となる中折れ機能つきキャプテンコンフォータブルシート（7人乗り・2列目）、11インチワイドリヤモニター、ドアノブ上のボタンに軽く触れるだけで開閉可能なワンタッチオートスライドドア（3.5 Lは両側電動、2.5 Lは助手席側のみ電動で運転席側はメーカーオプション）を採用し、ほかにサイド&カーテンエアバッグ、フロント遮音ガラスやブザー機能つきタイヤ空気圧警報システムや定員分のヘッドレスト・3点式シートベルトを全車に標準装備とし、「ハイウェイスタープレミアム」は3列目シートを電動格納式にするなどにより、快適性能や利便性、安全性を大きく向上させている。先代後期より採用されたメーカーオプションのアラウンドビューモニターはスカイラインクロスオーバー同様、「駐車ガイド機能」、「フロント/リヤワイドビュー機能」、「ナビ連動フロントワイドビュー機能」を付加したものに進化している。
グレード体系は発売当初「350ハイウェイスタープレミアム（3.5 L・7人乗りのみ）」、「350/250ハイウェイスター（3.5 L/2.5 L・7/8人乗りの選択可能）」、「250XG（2.5 L・8人乗りのみ）」の3グレードと、オーテックジャパン取り扱いの「ライダー」を加えた計4グレードで、それぞれにFFと4WDの選択が可能であった。
2011年11月の一部仕様向上では、アラウンドビューモニターに世界初となる「移動物検知」機能が追加された。加えて、「駐車ガイド機能」には、駐車スペースの白線を認識して設定する機能を加え、トップビュー画面にはタイヤの切れ角や予想進路線を表示できるようになった。同時に、「350ハイウェイスター」にはリモコンオートバックドアが標準装備され、2.5L車にもオプション設定で追加され、アクティブAFSは2.5L車全車にも拡大適応したことで全車標準装備となった。
2012年12月の一部仕様向上では、アラウンドビューモニターのカメラと超音波ソナーを利用した世界初の「踏み間違い衝突防止アシスト（駐車枠検知機能付）」が採用された（「350ハイウェイスター プレミアム」に標準装備、その他の3.5L車はメーカーオプション）。さらに、「350ハイウェイスター プレミアム」では、カーウイングスナビゲーションシステム、11インチ大型ワイドモニター後席エンターテイメントシステム、アラウンドビューモニター、インテリジェントクルーズコントロール、インテリジェントブレーキアシストも標準装備となった
2014年1月のマイナーチェンジでは、「ハイウェイスタープレミアム」に2.5L車「250ハイウェイスタープレミアム」が追加され、クルーズコントロールは全車に標準装備化された。
2015年4月には新グレード「250ハイウェイスター S」が発売された。「250ハイウェイスター」をベースに、高性能フィルターをクリーンフィルターに変更し、サードシートバックコンビニフックを廃止し、ベース車より安価な価格設定となった。なお、グレード追加に伴い「250ハイウェイスター」は廃止となった。
2016年4月には「250ハイウェイスタープレミアム」と「250ハイウェイスタープレミアム アーバンクロム」の一部改良が実施され、新たにリモコンオートバックドアが標準装備となったほか、「250ハイウェイスタープレミアム」には運転席側ワンタッチオートスライドドアも併せて標準装備された。
2018年12月の一部仕様変更では、安全装備が強化され、新たにインテリジェントLI（車線逸脱防止支援システム）&LDW（車線逸脱警報）、インテリジェント エマージェンシーブレーキ、ハイビームアシストを全車に標準装備するとともに、踏み間違い衝突防止アシストは前方の歩行者にも察知・作動できるように機能向上され、インテリジェント クルーズコントロールは「250XG」を除く全車に標準装備された。
2020年10月のマイナーチェンジでは、2.5L車の廉価グレードであった「250XG」が廃止されて「ハイウェイスター」のみのラインナップとなった。装備内容としては、前方を走行する2台前の車両を検知し、急な減速などで自車の回避操作が必要と判断した場合に警報によりドライバーに注意を促すインテリジェントFCW（前方衝突予測警報）、走行中に隣接レーンの後側方を走行する接近車両との接触を回避するようにステアリング操作を支援するインテリジェントBSI（後側方衝突防止支援システム）、BSW（後側方車両検知警報）、RCTA（後退時車両検知警報）等が標準装備され、標識検知機能は従来からの進入禁止に加え、最高車速と一時停止にも対応した。

#### 特別仕様車
ライダー
発売当初より設定されたオーテックジャパン（現:日産モータースポーツ&カスタマイズ）扱いの特別仕様車。「ハイウェイスター」がベースで、グレードの選択肢も同様となる。
2011年10月には「ライダー ハイパフォーマンススペック」が発売された。先代同様、エンジンの排気系とコンピューターのチューンにより最高出力・最大トルクを向上した専用エンジンとボディチューン、専用チューンドサスペンションを採用している。さらに、東京オートサロン2011に参考出品された「ライダー プレミアムコンセプト」でも採用された専用ダーククロムのパーツを採用し、カーウイングスナビゲーションシステム+専用アラウンドビューモニター+ETCユニットと両側ワンタッチオートスライドドア（2.5L車のみ、3.5L車はベース車に標準装備）を装備した特別仕様車「ライダー ブラックライン」・「ライダー ハイパフォーマンススペック ブラックライン」も同時に登場した。
2014年1月のマイナーチェンジでは「ライダー」シリーズも改良され、フロント周りや専用アルミホイールのデザインが変更されたほか、ローダウンサスペンションを新たに採用した。インテリアでは専用フィニッシャーが杢目金調に変更された。
2016年8月にはオーテックジャパンの創立30周年を記念した特別仕様車「ライダー "AUTECH 30th Anniversary"」が発売された。このモデルは「ライダー」の主要装備に加え、フロントグリル、バンパーグリル、ヘッドランプフィニッシャーにダーククロムを、リアコンビネーションランプにクリアブラックタイプをそれぞれ採用するとともに、専用LEDフォグランプやハイコントラストレザーインテリア（ブラック/ホワイトコンビレザーシート(ギャザー付)、ドアトリム(ブラック・合皮)、フィニッシャー(杢目金調)）などを特別装備している。「ライダー ハイパフォーマンススペック」にも「AUTECH 30th Anniversary」が設定される。
AUTECH
2020年11月に「ライダー」に代わって登場したオーテックジャパン扱いの特別仕様車。「AUTECH」はセレナ、ノート、エクストレイル、リーフ、ルークスに次いで6車種目の設定となり、エルグランドにおける最上級グレードかつ「AUTECH」におけるフラッグシップモデルに位置づけられる。「250ハイウェイスター S」、「350ハイウェイスター」をベースに、外観はフロントグリルとフォグランプフィニッシャーをダーククロムに、プロテクター類（フロント・サイド）とリアバンパーフィニッシャーにメタル調フィニッシュを施した専用エクステリアを採用し、フロントバンパーには専用シグネチャーLEDを装備した。内装は「AUTECH」の刺繍やブルーステッチ、専用キルティングを施したブラックレザーシートをはじめとする専用インテリアを採用した。ボディカラーはモノトーン4色が設定されるが、「ディープクリムゾンパールメタリック（特別塗装色）」が設定されない代わりに、「AUTECH」専用色の「ダークブルーパール（特別塗装色）」が設定される。
VIP
2010年11月発売のオーテックジャパン（現:日産モータースポーツ&カスタマイズ）扱いの特別仕様車。最上級グレードの「350ハイウェイスタープレミアム」をベースに、内装に黒本革仕様を採用すると共に、後席用読書灯、後席用100 V電源、乗降用補助ステップ等を追加装備し、本グレード専用のタイヤを装備した「エグゼクティブのために走る執務室」をコンセプトにした仕様である。また、後席を2人乗り（乗車定員4人）にするなどの個別注文にも対応する。2011年9月には既存の3列仕様（7人乗り）に加え、2列仕様（4人乗り）が追加発売された。
ハイウェイスター アーバンクロム
2011年11月発売の特別仕様車。「250/350ハイウェイスター」をベースに、ダーククローム色のフロントグリルとフォグランプフィニッシャーを採用するとともに、フロントプロテクター、グラファイトフィニッシュ18インチアルミホイール、クリアリアコンビランプ、クリアタイプのLED式ハイマウントストップランプを装備した。また、「250ハイウェイスター アーバンクロム」では「350ハイウェイスター」に標準装備されている運転席ワンタッチオートスライドドアも装備された。
2014年12月にはマイナーチェンジモデルのアーバンクロムが発売された。「ハイウェイスター」、「ハイウェイスタープレミアム」をベースに、フロントグリルとフォグランプフィニッシャーをダーククロム色に、18インチアルミホイールをグラファイトフィニッシュ仕様に、リアコンビネーションランプをクリアブラックにそれぞれ変更した。そのほか、フロントクロームプロテクター、LEDバンパーイルミネーション、専用エンブレム、本革巻・木目調コンビステアリングを装備し、3.5L車はベース車に標準装備されている運転席側ワンタッチオートスライドドアを2.5L車にも拡大して標準装備した。
2015年4月には「250ハイウェイスター アーバンクロム」をベースとした「250ハイウェイスター S アーバンクロム」が発売された。上述の「250ハイウェイスター S」同様の装備内容変更が行われた低価格グレードで、この発売と同時に「250ハイウェイスター アーバンクロム」は廃止された。
ハイウェイスター ブラックレザー / ハイウェイスター アーバンクロム ブラックレザー
2012年12月発売の特別仕様車。カタロググレードの「250/350ハイウェイスター」と特別仕様車「250/350ハイウェイスター アーバンクロム」をベースに、シルバーステッチ付の専用ブラック本革シートを採用するとともに、パーソナルドライビングポジションメモリーシステム、運転席&助手席パワーシート、リバース連動下向ドアミラー、クイックコンフォートシートヒーターも装備したモデル。
ハイウェイスター ホワイトレザーアーバンクロム
2016年12月には発売の特別仕様車。「250ハイウェイスター S アーバンクロム」、「350ハイウェイスター アーバンクロム」の各7人乗り仕様をベースに、シート表皮の一部に本革（シートバック、シートサイド、アームレスト、ヘッドレストには人工皮革）を使用し、ギャザーを入れたシートとドアトリムにプレミアムホワイトレザーを、本革巻きステアリングとインストルメントパネルにはブラックメープルフィニッシャーを採用したモデル。装備面では、全車にリバース連動下向ドアミラー、パーソナルドライビングポジションメモリーシステム、運転席/助手席パワーシート、前席クイックコンフォートシートヒーターを特別装備したほか、「350ハイウェイスター ホワイトレザーアーバンクロム」はベース車ではセットオプション設定となるアラウンドビューモニター（MOD（移動物検知）機能付）、カーウィングスナビゲーションシステム、後席エンターテイメントシステム、専用チューニング地デジ4ダイバーシティアンテナ、ETCユニット（ビルトインタイプ）、インテリジェント ブレーキアシスト、インテリジェント クルーズコントロール、踏み間違い衝突防止アシスト、フロント&バックソナーも特別装備された。
ハイウェイスター ジェットブラックアーバンクロム
2018年2月発売の特別仕様車。「250ハイウェイスター S アーバンクロム」、「350ハイウェイスター アーバンクロム」をベースに、外観はフロントグリルとフォグランプフィニッシャーを漆黒に、18インチアルミホイールをダークグラファイトフィニッシュにそれぞれ変更。内装はプレミアムタンレザーシートを採用するとともに、ドアトリム、本革巻・木目調コンビステアリング、本革巻シフトノブにタン色ステッチ加飾が施された。「350ハイウェイスター ジェットブラックアーバンクロム」は共通の特別装備に加え、カーウィングスナビゲーションシステム、後席エンターテイメントシステム、インテリジェント アラウンドビューモニター、インテリジェント クルーズコントロール、踏み間違い衝突防止アシスト（駐車枠検知機能付き）、インテリジェント ブレーキアシストも特別装備された。
2020年1月には新仕様となり復活発売されている。内外装は2018年2月発売時の仕様を踏襲しているが、「250ハイウェイスター S ジェットブラックアーバンクロム」にはリモコンオートバックドア（ワンタッチアンロック機能、挟み込み防止機構付）が特別装備された。

### 年表
- 2010年
  - 5月13日 - フルモデルチェンジを前に、ティーザーサイトを公開[18]。
  - 6月21日 - ティーザーサイトにて外観や内装の写真、主要諸元などを公開[19]。
  - 6月29日 - 日産グローバル本社内のグローバル本社ギャラリーにて先行展示が開始[20]。
  - 8月4日 - 正式にフルモデルチェンジを発表[21]。
  - 8月18日 - 発売。月間目標販売台数は1,900台。
  - 11月 - オーテックジャパン扱いの「VIP」を発売。
- 2011年
  - 10月5日 - オーテックジャパン扱いの特別仕様車「ライダー ハイパフォーマンススペック」、「ライダー ブラックライン」、「ライダー ハイパフォーマンススペック ブラックライン」を発表。
  - 11月10日 - 一部仕様向上[7]。同時に、特別仕様車「ハイウェイスター アーバンクロム」およびオーテックジャパン扱いの「ライダー ハイパフォーマンススペック」、「ライダー ブラックライン」、「ライダー ハイパフォーマンススペック ブラックライン」を発売。
- 2012年
  - 12月13日 - 一部仕様向上[3]。同時に特別仕様車「ハイウェイスター ブラックレザー」、「ハイウェイスター アーバンクロム ブラックレザー」を発売。
- 2014年
  - 1月15日 - マイナーチェンジを発表[5]。
  - 1月20日 - マイナーチェンジモデルを発売。
  - 12月10日 - 特別仕様車「アーバンクロム」を発売[14]。
- 2015年
  - 4月16日 - 新グレード「250ハイウェイスター S」および特別仕様車「250ハイウェイスター S アーバンクロム」を発売[8]。グレード追加に伴い「250ハイウェイスター」、「250ハイウェイスター アーバンクロム」は廃止となった。
- 2016年
  - 4月4日 - 「250ハイウェイスタープレミアム」と「250ハイウェイスタープレミアム アーバンクロム」を一部改良[9]。
  - 8月9日 - オーテックジャパン創立30周年記念特別仕様車「ライダー "AUTECH 30th Anniversary"」を発売[13]。
  - 12月19日 - 特別仕様車「ハイウェイスター ホワイトレザーアーバンクロム」を発売[15]。
  - 12月 - アイルランド イギリス、香港、マカオ、ブルネイ、オーストラリア、ニュージーランドでの販売を開始。初の海外販売となる。
- 2018年
  - 2月26日 - 特別仕様車「ハイウェイスター ジェットブラックアーバンクロム」を発売[16]。
  - 12月13日 - 一部仕様変更[10]。
- 2020年
  - 1月29日 - 2018年2月に発売された特別仕様車「ハイウェイスター ジェットブラックアーバンクロム」を新仕様で復活発売[17]。
  - 10月12日 - マイナーチェンジを発表。同日より発売された[4]。
  - 11月9日 - オーテックジャパン扱いの特別仕様車「AUTECH」を発売。
- 2022年
  - 11月1日 - 一部仕様向上[6]。日産の新CIが採用された。
- 2023年
  - 4月10日 - 原材料費や輸送費などの高騰による価格改定（値上げ）を実施[22]。
- 2024年
  - 3月28日 - 一部仕様変更を発表（4月中旬発売）[23]。装備内容が一部変更された。

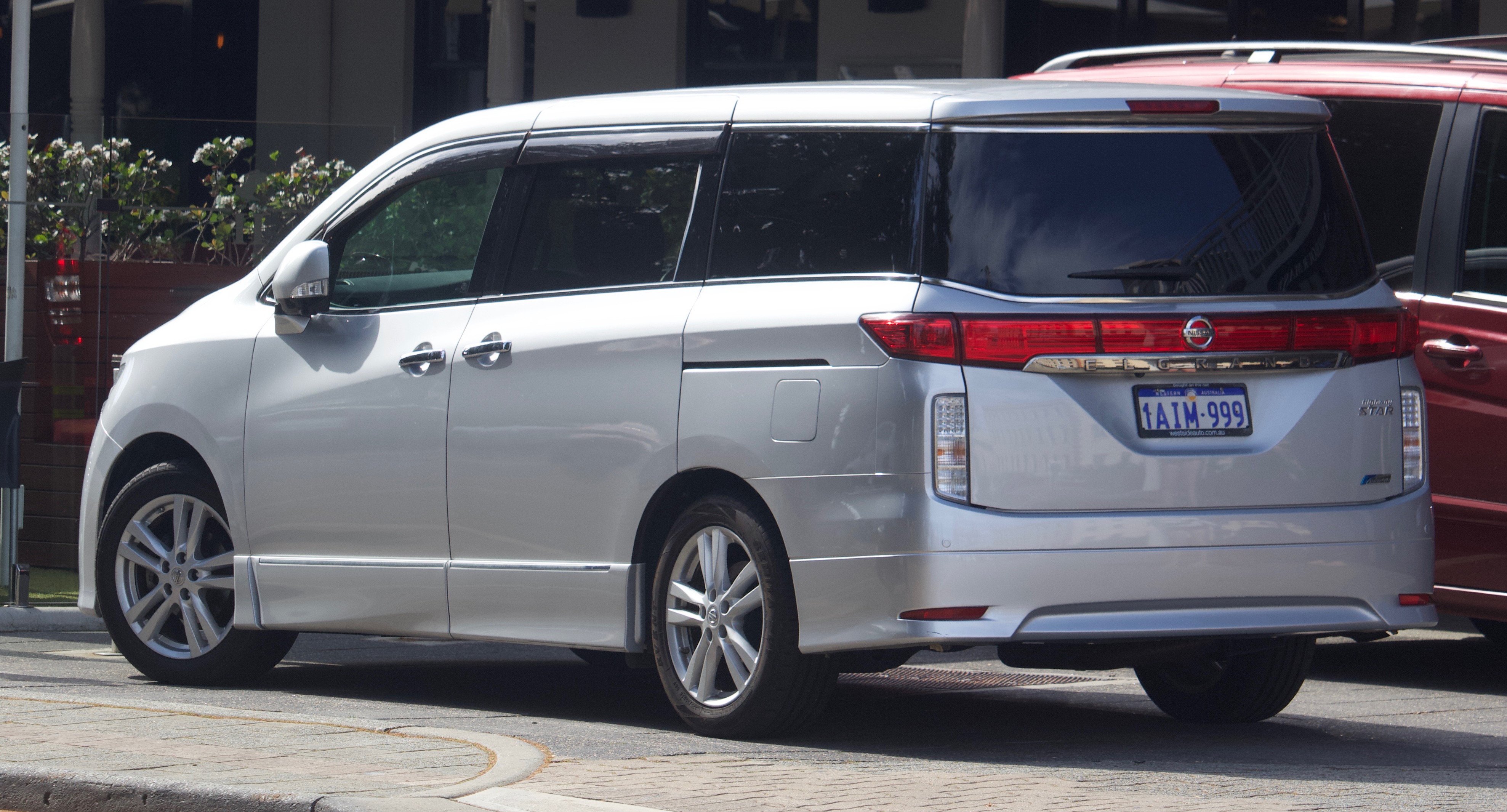
2010年8月発売型 ハイウェイスター リア
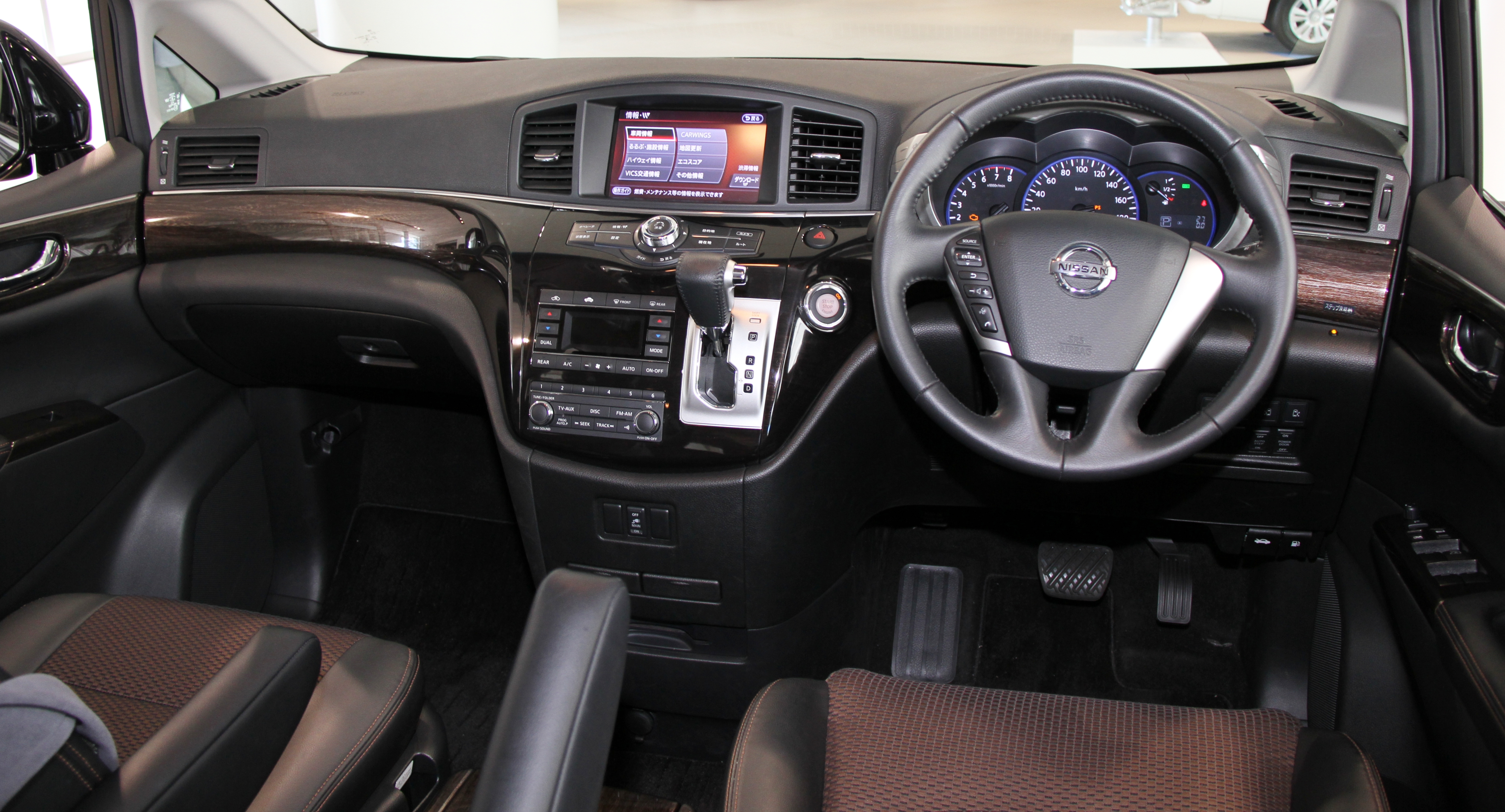
2010年8月発売型 ハイウェイスター 室内
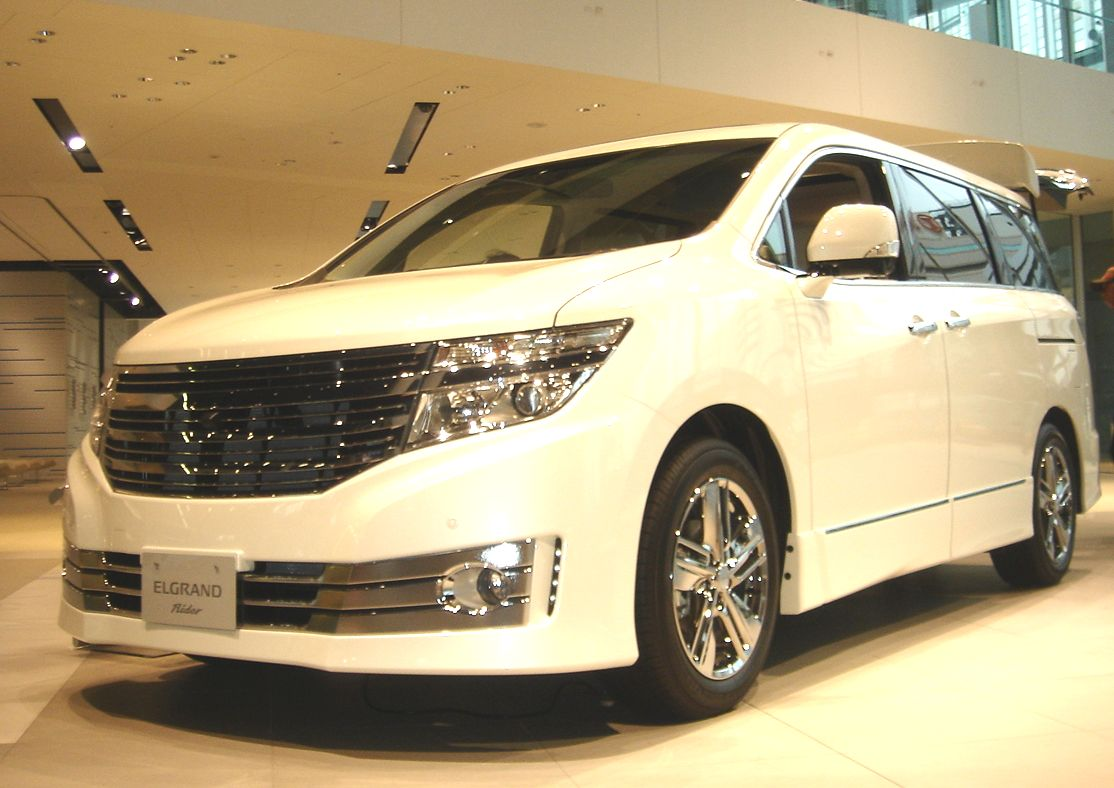
2010年8月発売型 ライダー
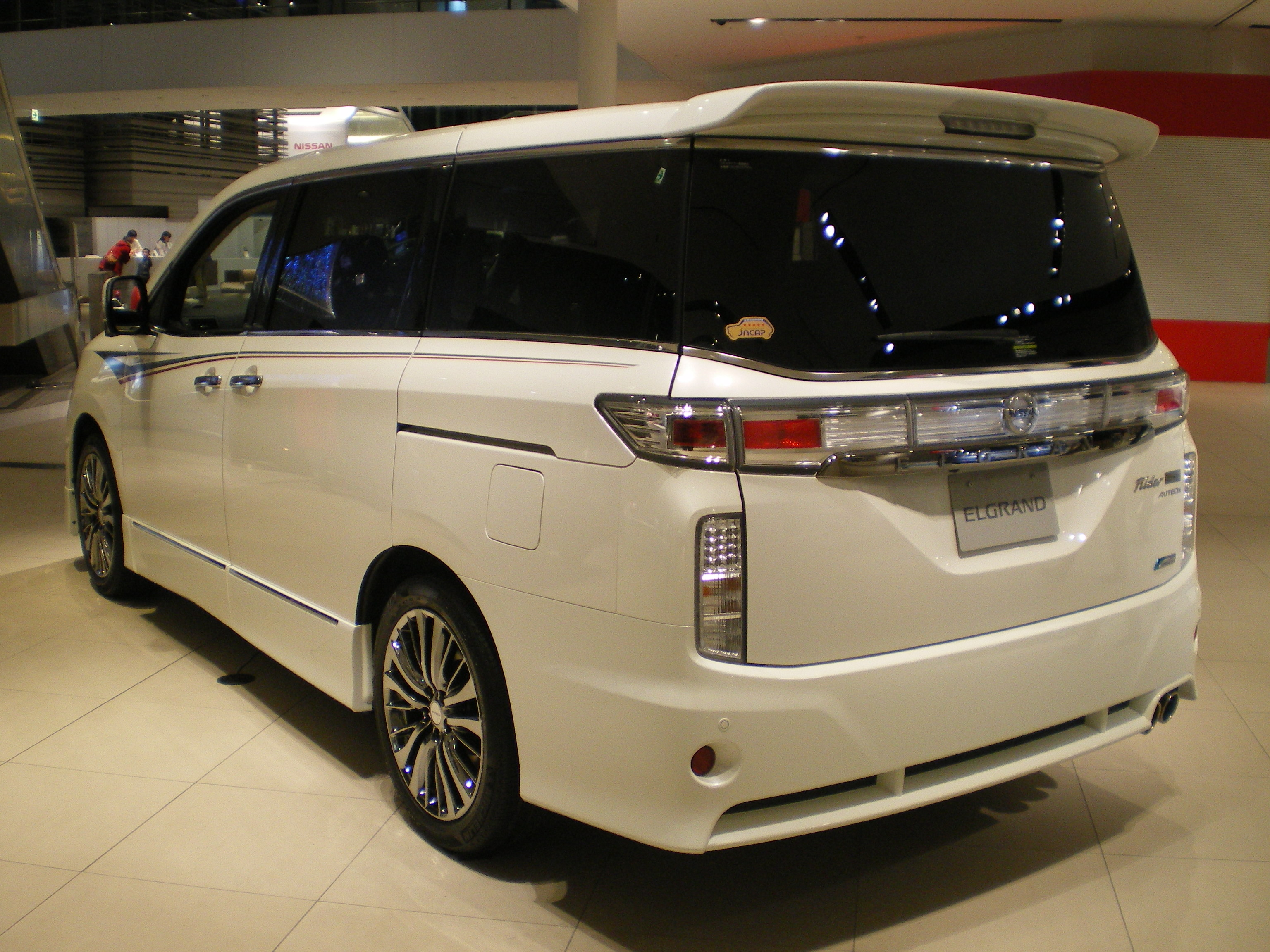
2010年8月発売型 ライダー ハイパフォーマンススペック リア
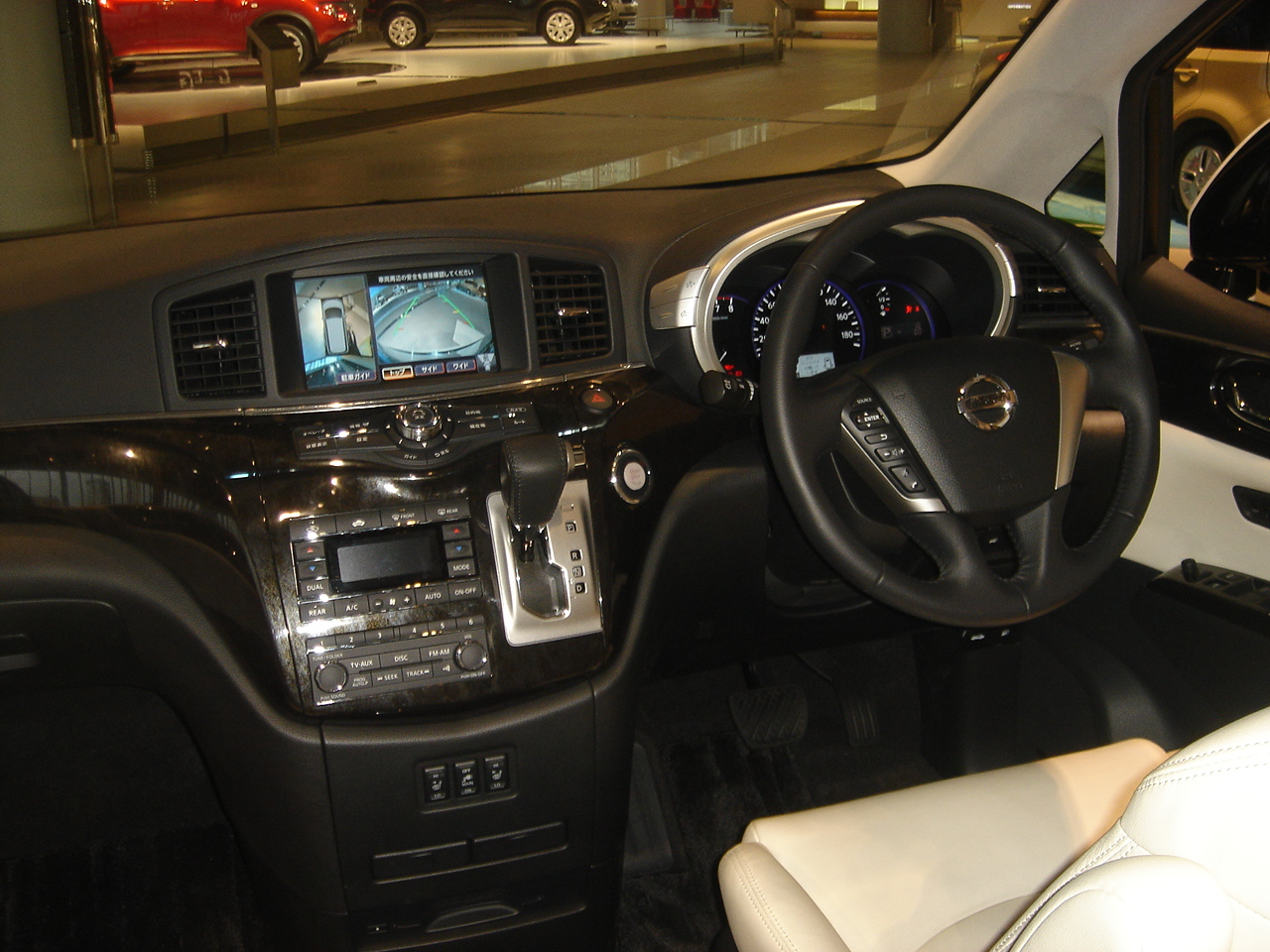
2010年8月発売型 ライダー 室内
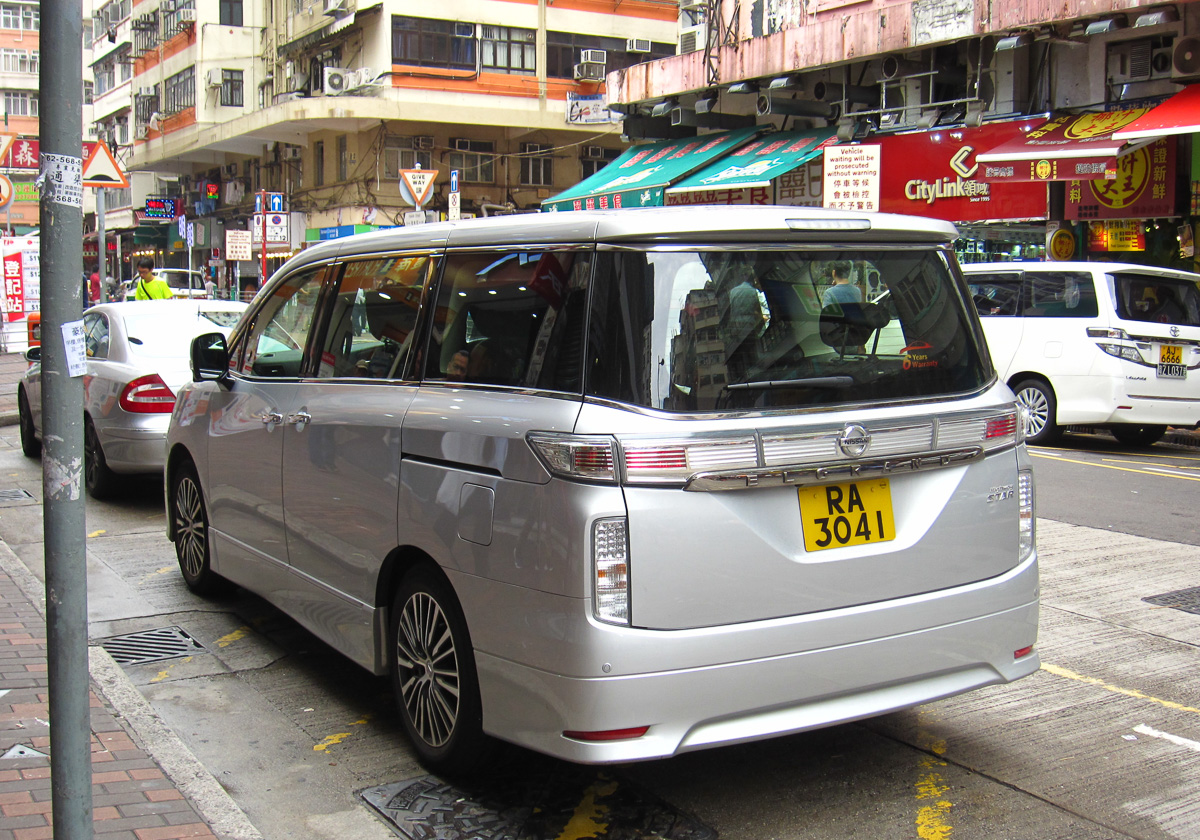
2014年1月改良型 ハイウェイスター リア
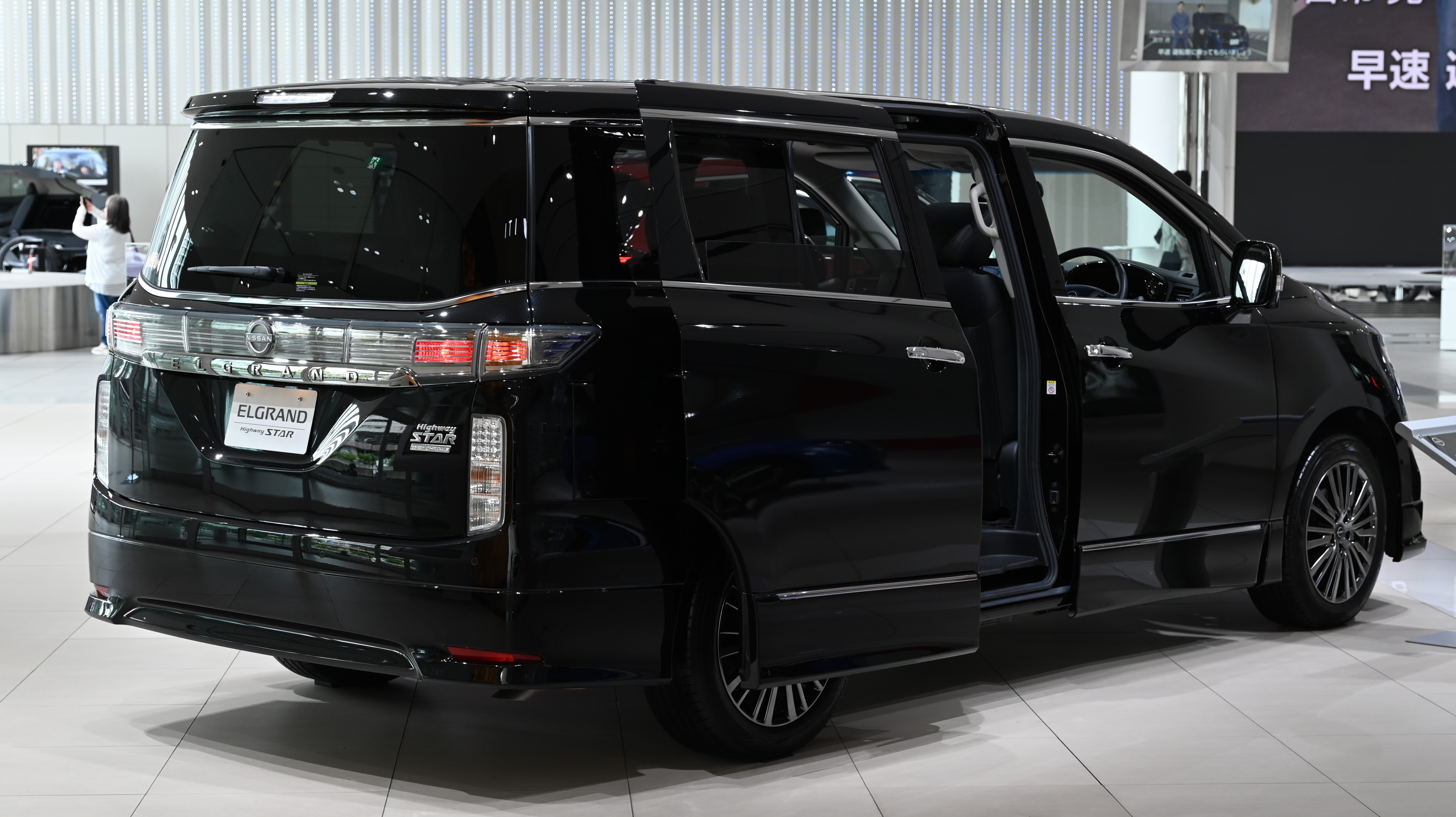
2020年10月改良型 ハイウェイスター アーバンクロム リア 2022年11月以降の仕様
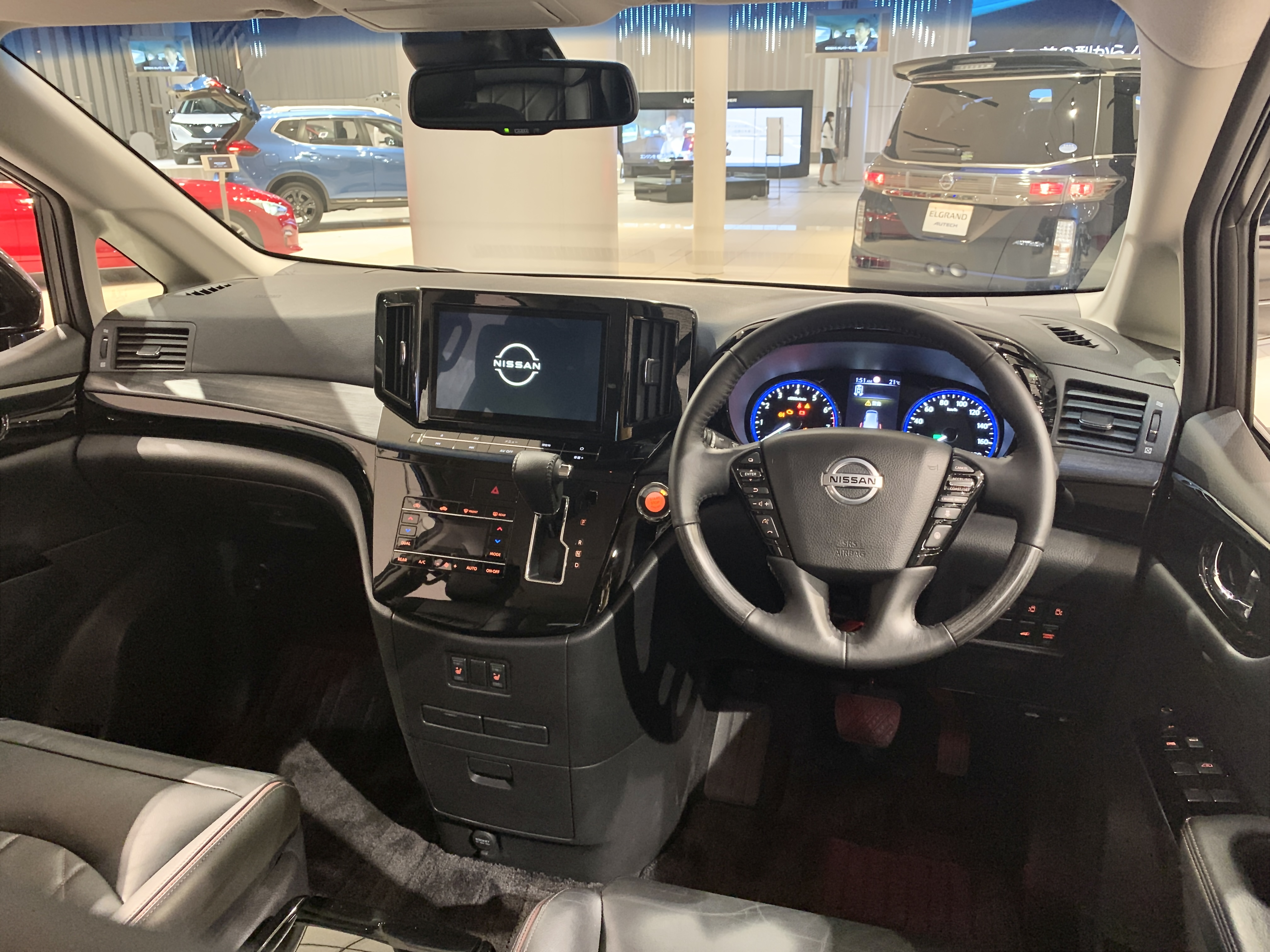
2020年10月改良型 ハイウェイスター アーバンクロム 室内 2022年11月以前の仕様
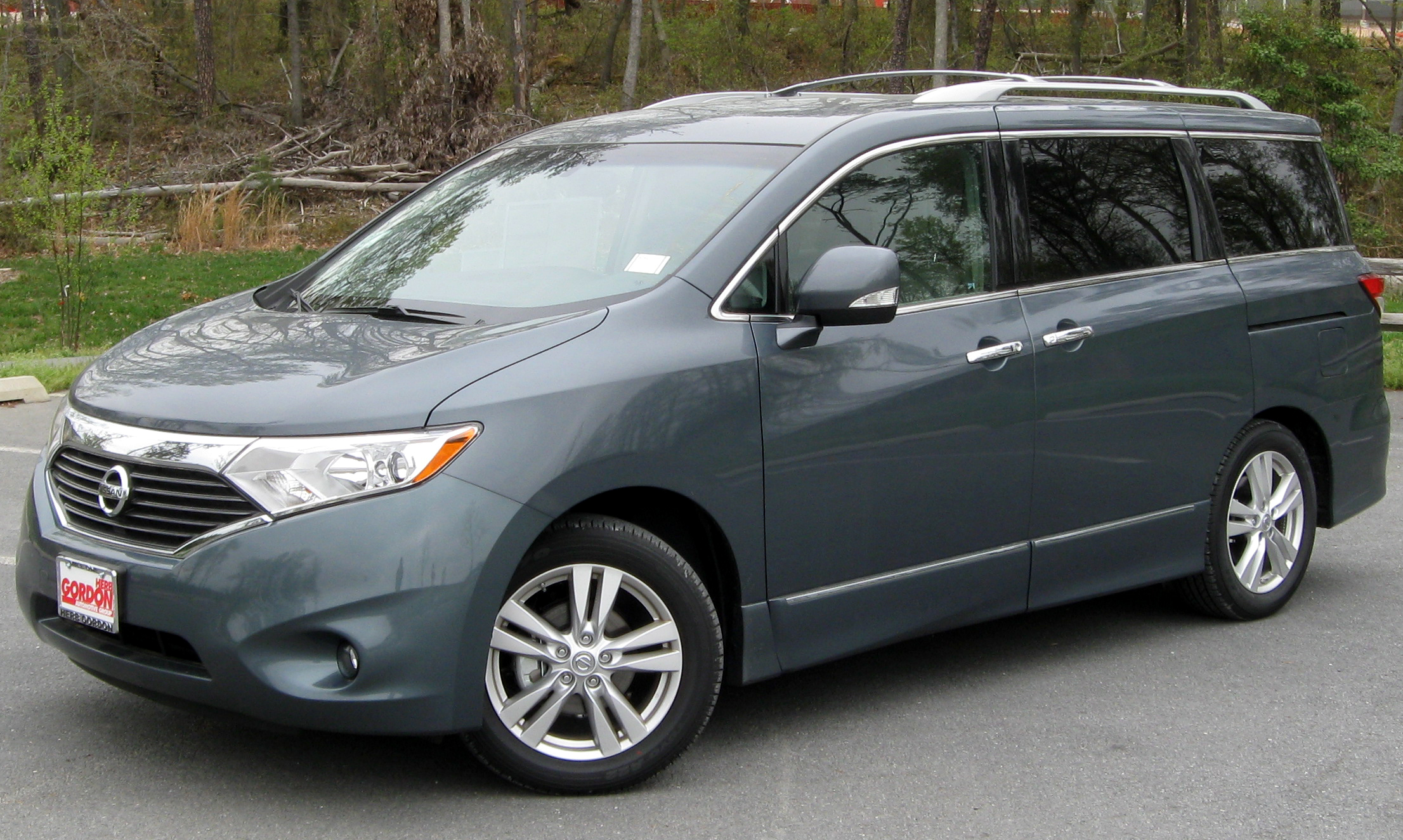
姉妹車のクエスト

## 車名の由来
英語の定冠詞「THE」にあたるスペイン語「EL」に「偉大な」を意味する「GRAND」を組み合わせた造語。
なお、初代で呼称されていた「キャラバン」と「ホーミー」についてはそれぞれの項を参照のこと。

## 備考
- 横浜F・マリノスの練習用ユニフォームは日産車体がスポンサーのため、ユニフォームに「ELGRAND」のロゴが表示されている。2010年の同クラブのユニホームでは同様の理由で左袖にロゴが掲示された。
- ライバル車種であるトヨタ自動車のアルファードは2代目エルグランドの販売日の翌日（2002年5月22日）に販売が開始されたのは、話題作りのためであり、トヨタの販売戦略のひとつだった。